# BMW E36
| Sterne im Euro-NCAP-Crashtest |

Die Baureihe E36 ist die dritte 3er-Reihe des Automobilherstellers BMW. Sie wurde im August 1990 als Nachfolger der Baureihe E30 vorgestellt und als Limousine bis Februar 1998 gebaut. Mit der Technik des E36 wurden auch die BMW-Modelle Compact und Z3 gebaut. Ab Februar 1998 wurde der E36 dann kontinuierlich durch das Nachfolgemodell E46 abgelöst. Im September 2000 wurde der Compact eingestellt, der Z3 folgte im Dezember 2002. Insgesamt wurden 2.745.773 BMW E36 gebaut, ausgenommen Z3.
Die Vielfalt der E30-Varianten wurde größtenteils beim E36 fortgesetzt, es gab für diese Reihe jedoch keinen Allradantrieb mehr. Dieser wurde erst wieder beim E46 angeboten. Ebenfalls verfügbar war eine sportliche Variante mit dem leistungsstärksten Sechszylindermotor (BMW M3). Der Designer des BMW E36 war Pinky Lai.
Nachfolgend werden Limousine, Coupé, Touring, Cabrio und Compact der Baureihe E36 beschrieben. Für Roadster und Coupé auf Basis des Roadsters siehe BMW Z3.

## Modellgeschichte

### Entwicklung

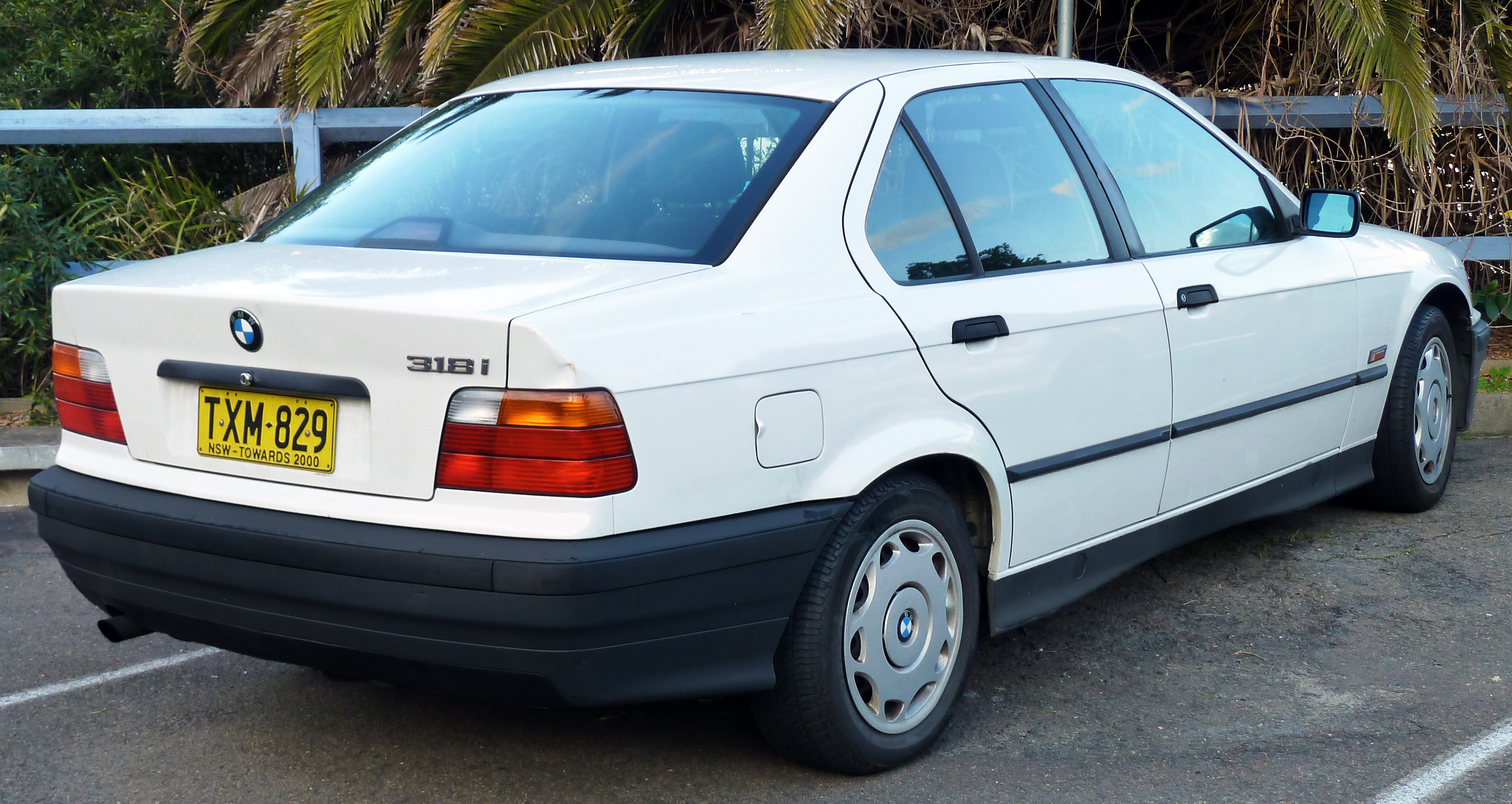
Heckansicht

Die Entwicklung des E36 begann im Jahre 1981. Das neuartige Exterieurdesign wurde maßgeblich durch Aerodynamikparameter beeinflusst, insbesondere von der gesamten Keilform, den flächigen Scheinwerferabdeckungen und kleineren Außenspiegeln. Die leitenden Designer waren Pinky Lai und Boyke Boyer.

### Vorstellung
Im August 1990 wurde die neue Generation des BMW 3er vorgestellt. BMW entwickelte seine traditionelle Formensprache deutlich weiter: So saßen die Doppelrundscheinwerfer nunmehr unter einer gemeinsamen Glasabdeckung. Die Form der Karosserie war stark durch aerodynamische Parameter geprägt. Die Hinterachse war eine Zentrallenkerachse. Der Radträger war über einen Ausleger direkt an der Bodengruppe drehbar gelagert und mit zwei Querlenkern seitlich geführt. Sie war für den BMW-Z1-Roadster entwickelt worden und auch dort eingebaut.
In dieser Baureihe wurde die zweitürige Limousine (beim Vorgängermodell noch in den Abmessungen gleich mit dem Viertürer) im März 1992 von einem flacheren und breiteren Coupé ersetzt. Dabei wurde die Karosserie in fast allen Details stark modifiziert, obwohl das bei flüchtiger Betrachtung nicht unbedingt auffällt. Im April 1993 erschien das aus dem Coupé ausgeleitete Cabrio. Die Kombiversion Touring kam erst im Januar 1995 auf den Markt.
Im April 1994 ergänzte die dreitürige Version Compact mit rund 20 Zentimeter kürzerem Heck die Palette. Anfangs noch mit Heckantenne ausgerüstet, gab es ihn ab 1995 dann mit Heckscheibenantenne.
Für den Compact verwendete BMW einige Konstruktionen des E30 weiter, so zum Beispiel die Hinterachsbauweise (Schräglenkerachse). Das bedeutet nicht, wie fälschlicherweise oft behauptet wird, dass es sich um die gleiche Achse wie beim E30 handelt, da diverse Lagermaße an Achskörper und Schräglenkern unterschiedlich sind. Das Armaturenbrett war eine Neuentwicklung, wenngleich die walzenförmigen Lüftungsgitter und diverse Schalter noch an den E30 erinnerten. Der 316i Compact wurde zwischen Mai 1999 und September 2000 mit einem 1,9-l-Motor ausgeliefert. Dieser 77-kW-Motor (105 PS) ist mit 165 Nm Drehmoment, das bei 2500/min anliegt, insgesamt etwas „elastischer“ zu fahren als der 1,6-l-Motor bis Mai 1999 mit 150 Nm bei 3900/min. Außerhalb Deutschlands gab es auch andere Motor- und Karosseriekombinationen, zum Beispiel hat die US-Version des 318i Cabrio ab 1996 den M44-Motor mit 103 kW (140 PS).

### Design
Der E36 hat eine schräg ansteigende Front, sie steht nicht mehr wie bei älteren BMW-Typen nach vorn über. Damit wurde ein großer Fortschritt auf dem Gebiet des Fußgängerschutzes erzielt. Bei Unfällen mit Fußgängern konnten diese nun eher über die Motorhaube „abrollen“ und wurden nicht mehr – wie früher häufig – von der vorstehenden Frontpartie schwer verletzt. Die Doppel-Frontscheinwerfer waren nun hinter einer Glasabdeckung und das Heck wurde höher gezogen. Die Instrumententafel war rundlicher und zierlicher gestaltet als beim Vormodell E30. Ein Designelement, das sich im Vergleich der BMW-Limousinen nur beim E36 findet, sind die kräftigen, bis ins Dach gezogenen Türrahmen, ein Gestaltungsprinzip, das auch beim etwa gleichzeitig eingeführten VW Golf III angewendet wurde.
Neu beim E36 war der Umstand, dass die zweitürige Version eine zumindest formal eigenständige Karosserie erhielt und fortan als Coupé bezeichnet wurde. Bei gleich bleibender Sitzposition wurde die Frontpartie verlängert, indem die Windschutzscheibe nach hinten versetzt und zum Ausgleich die Armaturentafel verkürzt wurde. Die Türen sind nicht nur – wie bei Zweitürern üblich – länger, sondern haben auch keine Fensterrahmen. Ferner sind das Dach und die Heckpartie samt Heckleuchten beim Coupé flacher gehalten und tragen zu einem geringfügig niedrigeren Luftwiderstand und einer höheren Endgeschwindigkeit bei.

### Passive Sicherheit
In einem Crashtest der auto motor und sport von 1991 schnitt der E36 den damaligen Bewertungsmaßstäben nach „gut“ ab. Das Fahrzeug wurde mit 50 Prozent Überdeckung und 55 km/h gegen einen nicht verformbaren, 100 Tonnen schweren Betonblock gefahren. Das Verletzungsrisiko wurde als niedrig und die Deformation der Karosserie als erheblich eingestuft. Bei dem getesteten Fahrzeug handelte es sich um einen 325i ohne Airbags. Auch das Abschneiden bei einem durch BMW durchgeführten Crashtest wurde seinerzeit als „gut“ bezeichnet. Dabei ließ BMW den E36 Compact mit 60 km/h auf einen 100 Tonnen schweren Betonblock prallen.
Den Kriterien des heute als Referenz gültigen Euro-NCAP-Crashtests nach wurde das Fahrzeug 1997 erneut untersucht, wobei der E36 schlecht abschnitt. Die getestete 3er-Limousine erhielt bei der Bewertung der Insassensicherheit von Erwachsenen zwei von fünf Sternen, von denen einer wegen eines besonders hohen Verletzungsrisikos auf dem Fahrerplatz wieder aberkannt wurde. Andere PKW, die konstruktiv aus der Zeit des E36 stammen, haben jedoch ähnlich große Sicherheitsmängel. Viele der damaligen Fahrzeugtypen wurden durch den Euro-NCAP-Crashtest nicht mehr bewertet, da sie nach 1996/97 nicht mehr produziert wurden, während die Produktion der E36 noch bis 2000 fortgesetzt wurde. Wie bei vielen Pkw anderer Hersteller auch, wurde die Crashsicherheit in den darauffolgenden Modellgenerationen deutlich verbessert – der BMW E46 erhielt vier von fünf Sternen, der E90 fünf Sterne. Es ist jedoch zu beachten, dass der E36 nicht vom Takata-Airbag-Skandal betroffen ist, im Gegensatz zu seinen Nachfolgemodellen E46, E90 usw..

## Karosserievarianten

### Limousine und Touring (1990 bis 1996)

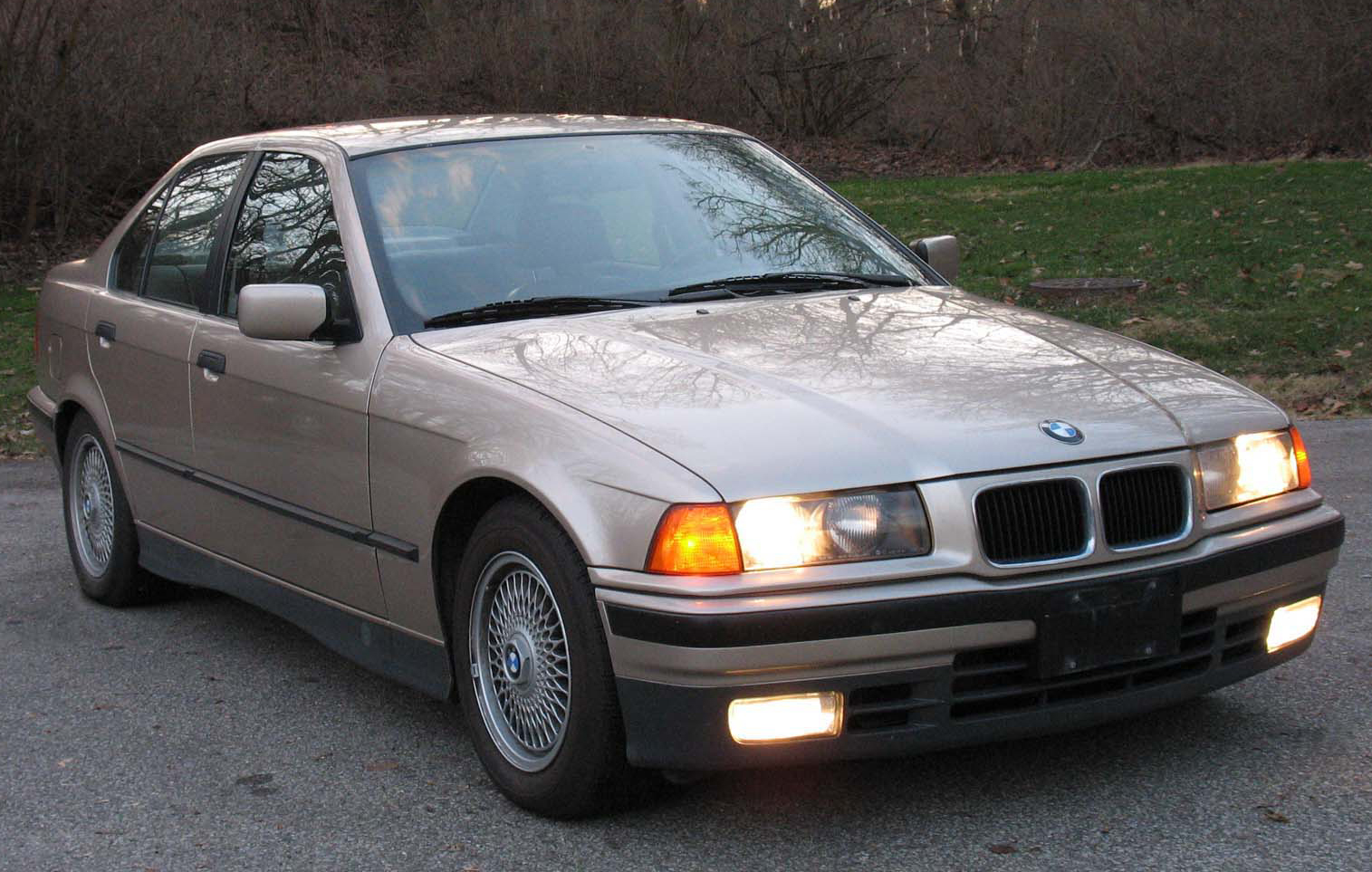
BMW 3er in US-Version (1992–1999)
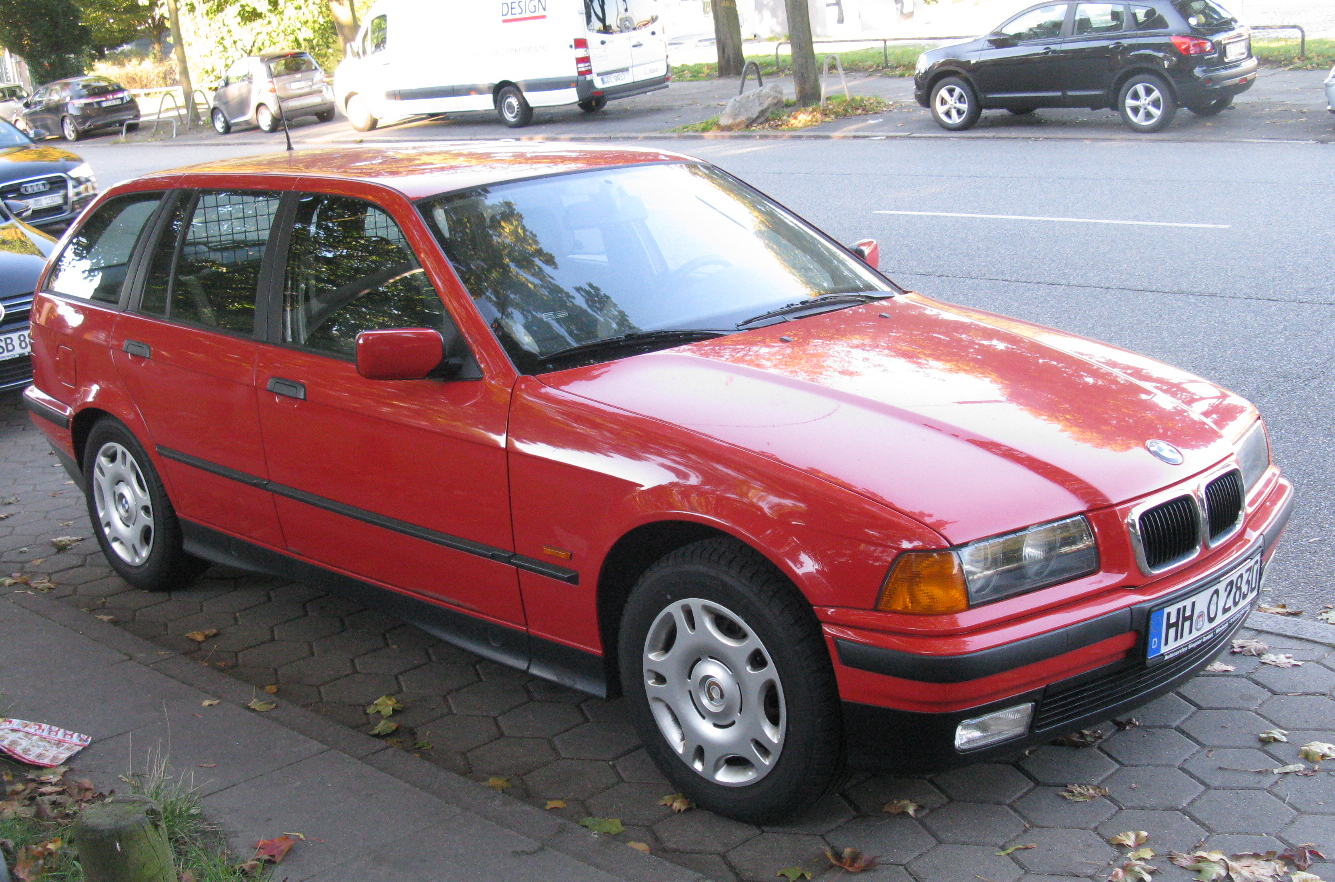
BMW 3er Touring (1995–1996)
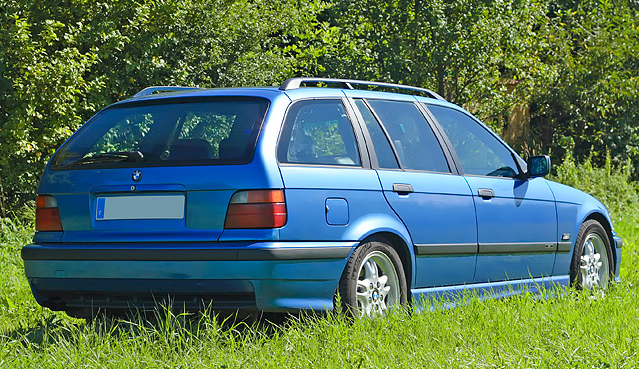
BMW 3er Touring (1995–1996)
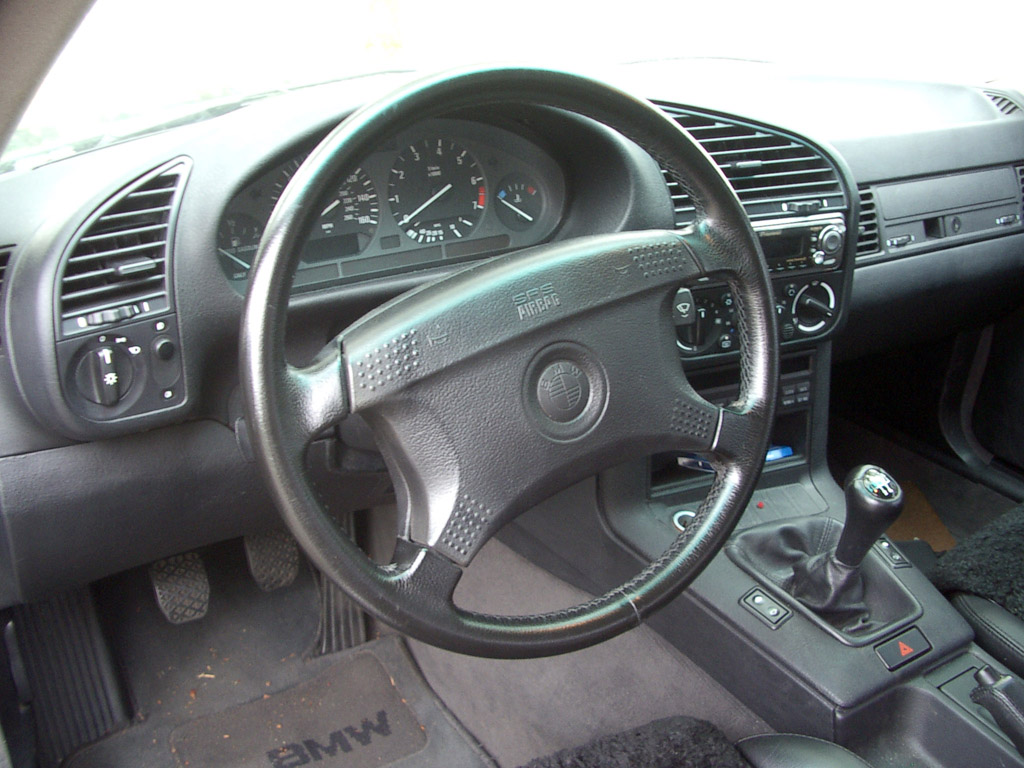
BMW 3er Interieur (1995–1996)

### Coupé, Cabrio und Compact (1990 bis 1998)

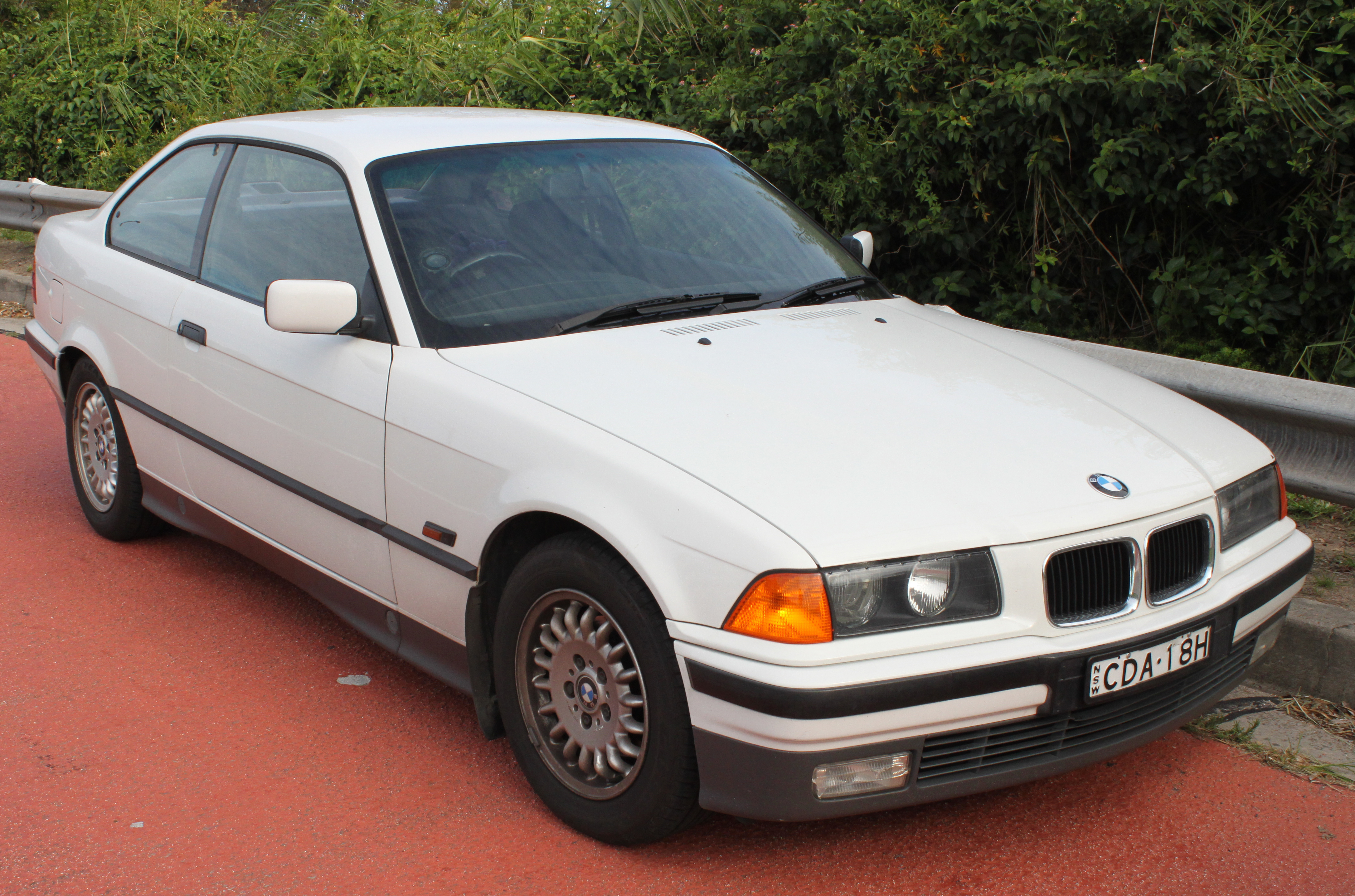
BMW 3er Coupé (1992–1998)
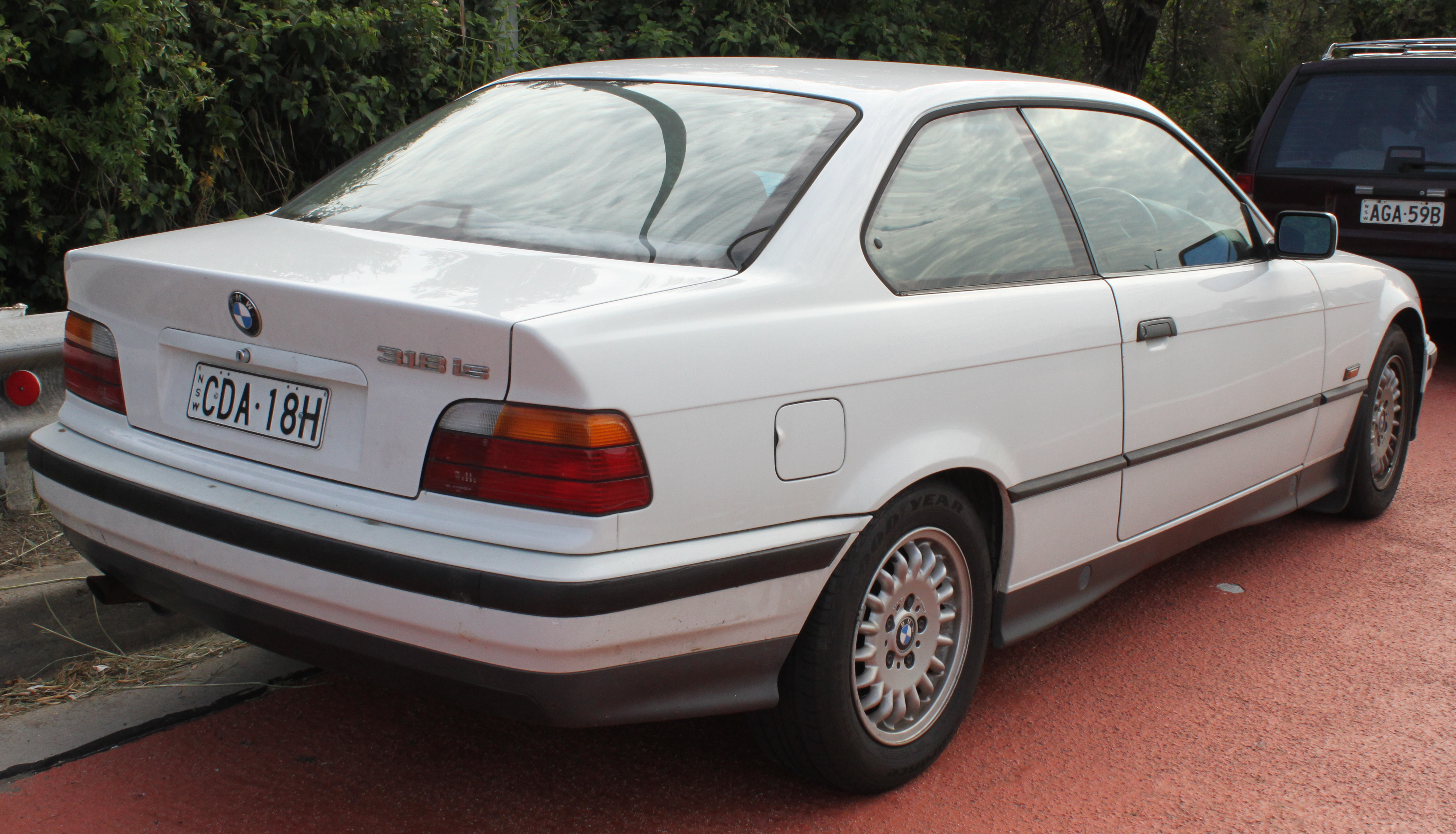
BMW 3er Coupé (1992–1998)
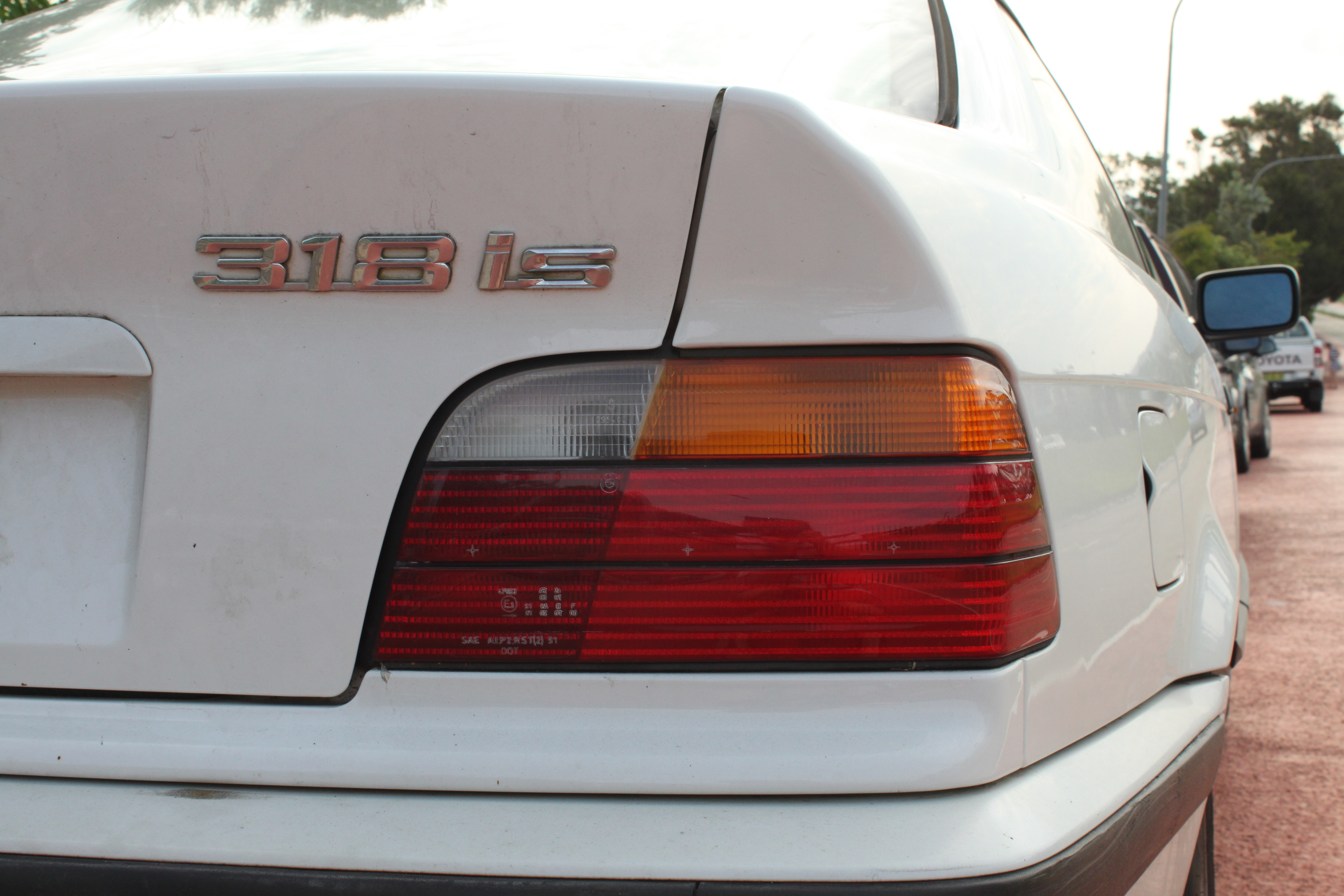
Flache Rückleuchte beim Coupé
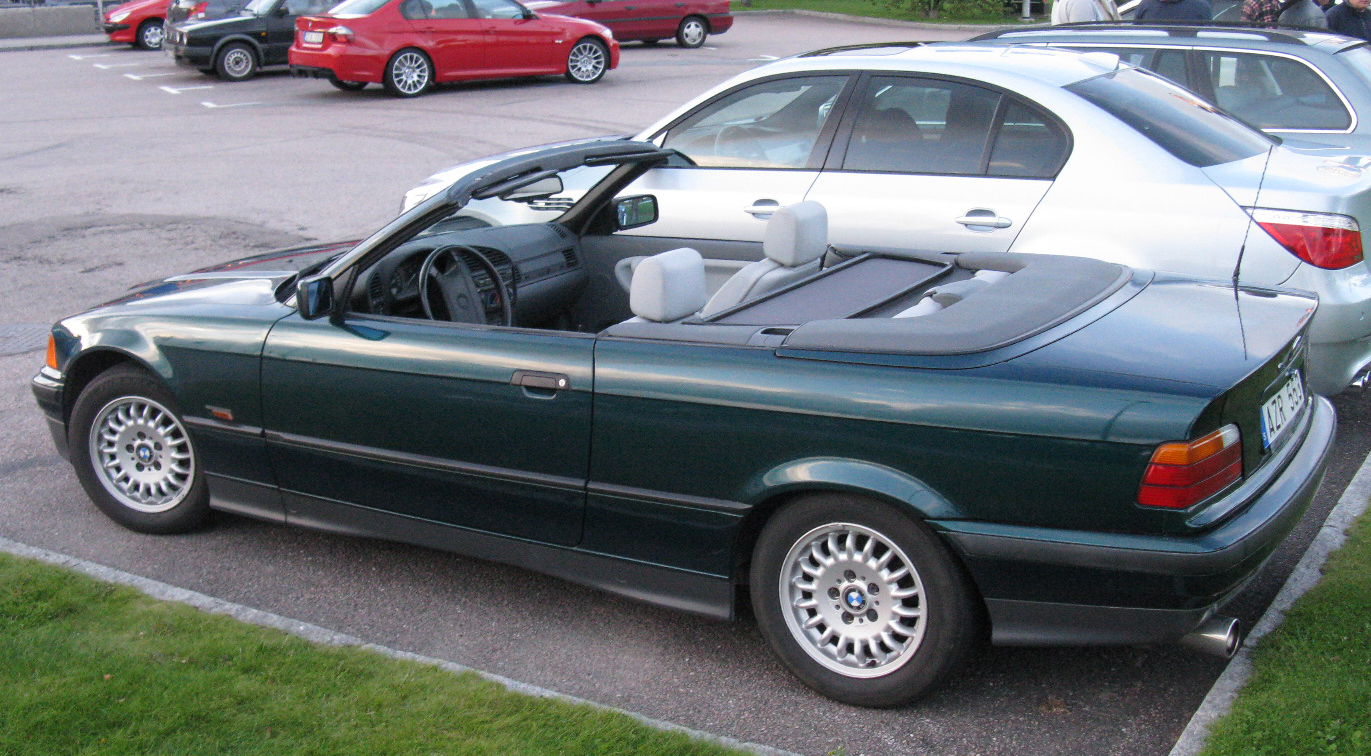
BMW 3er Cabrio (1993–1996)
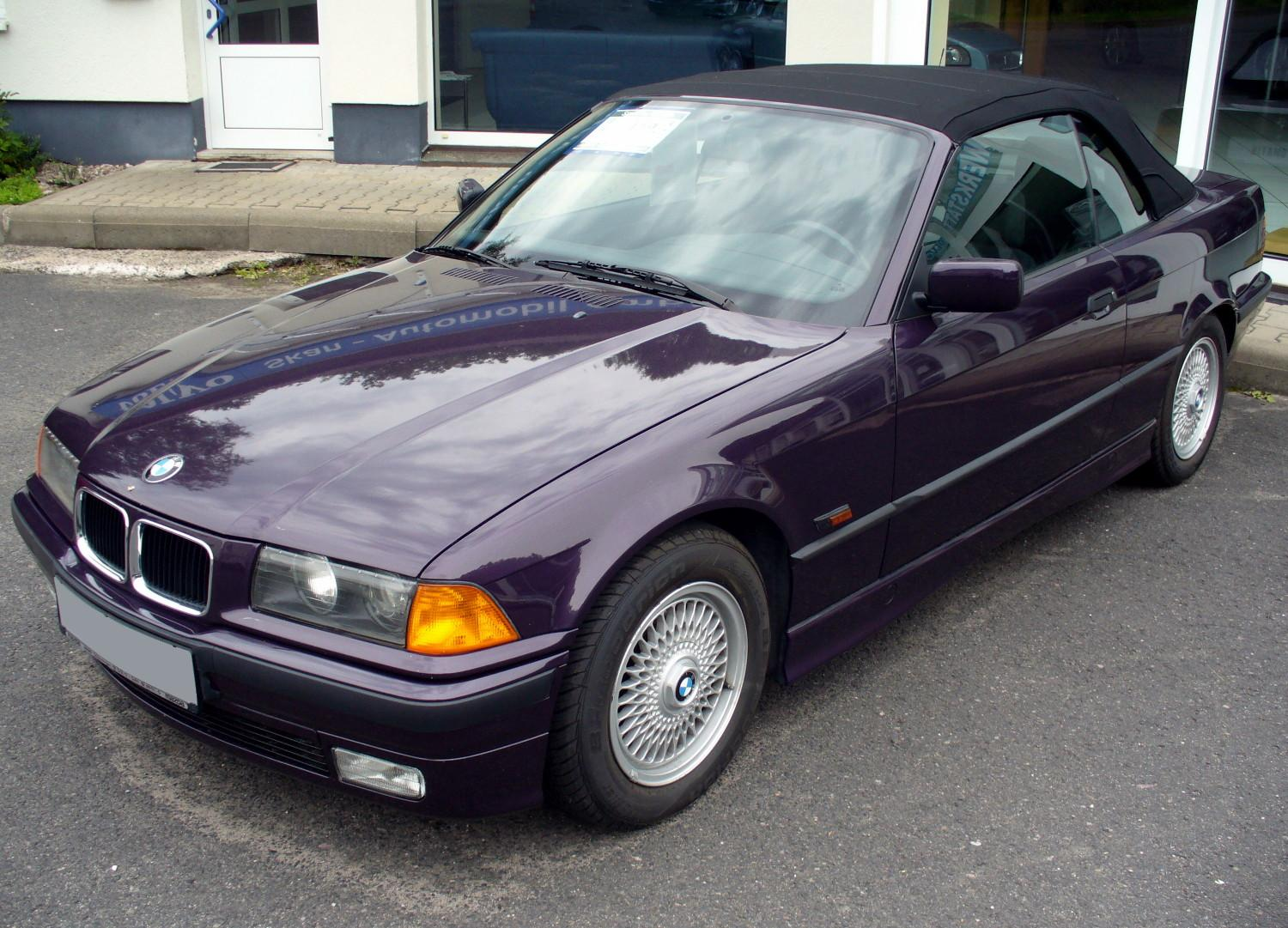
BMW 3er Cabrio (1993–1996)
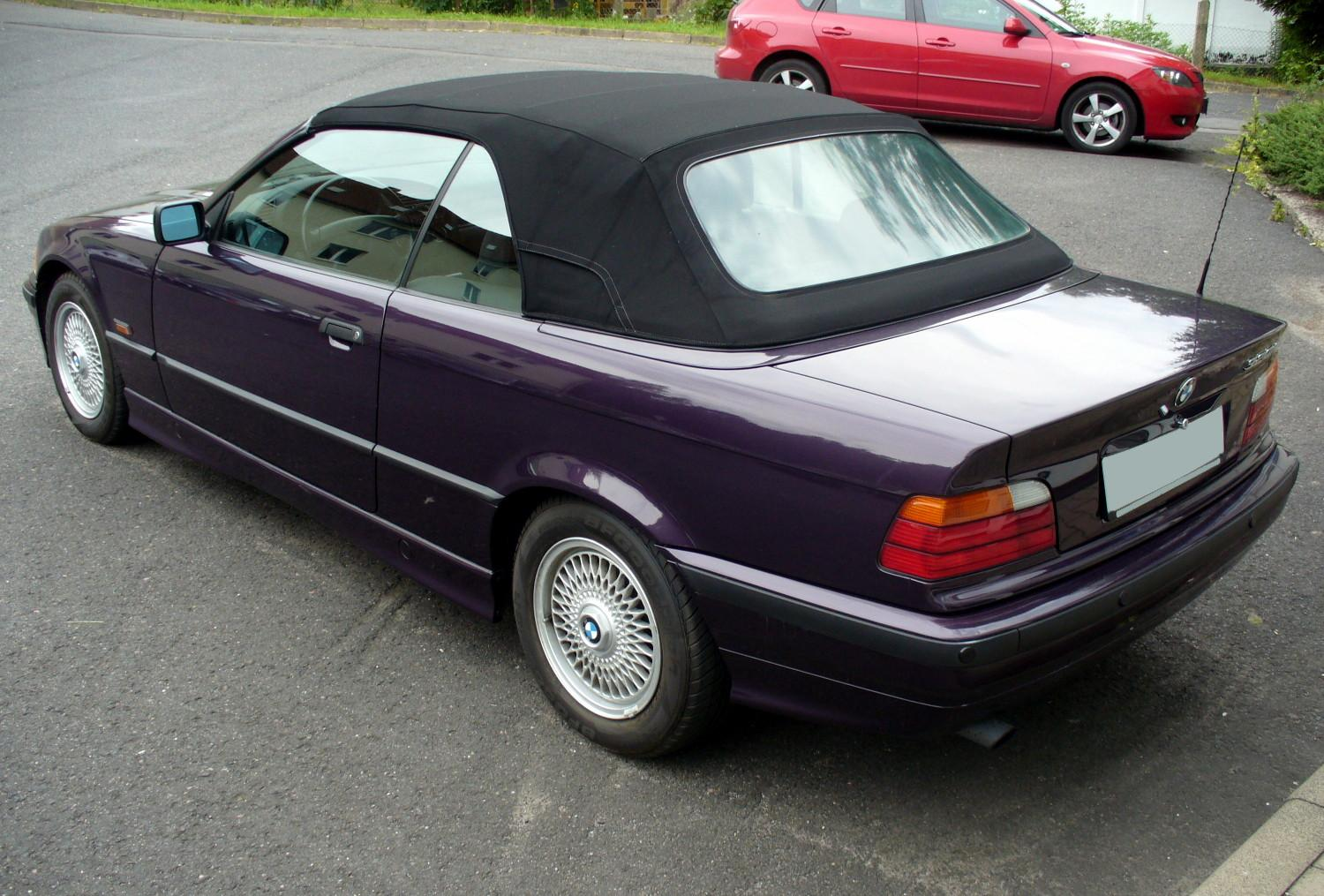
BMW 3er Cabrio (1993–1996)
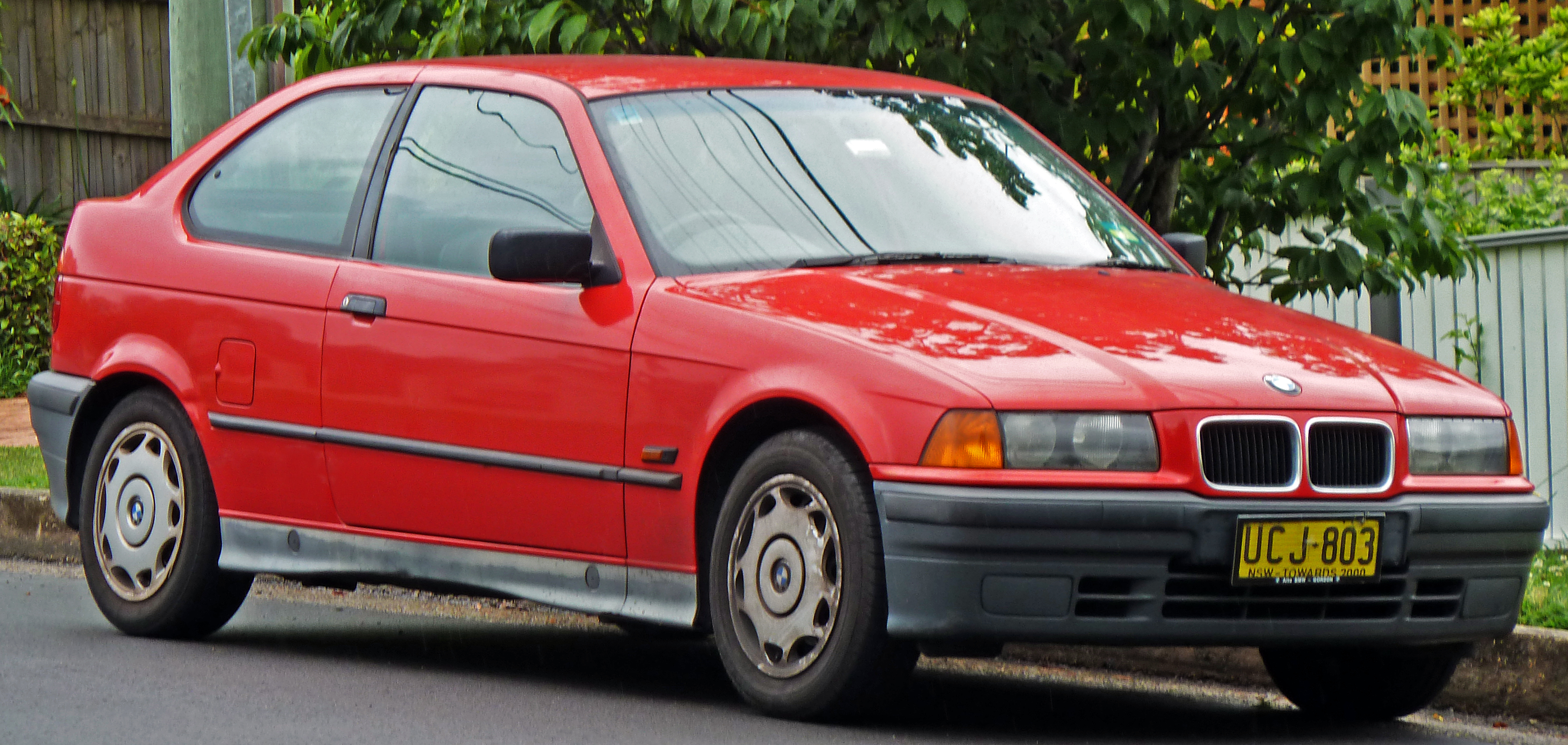
BMW 316i Compact (1994–1997)
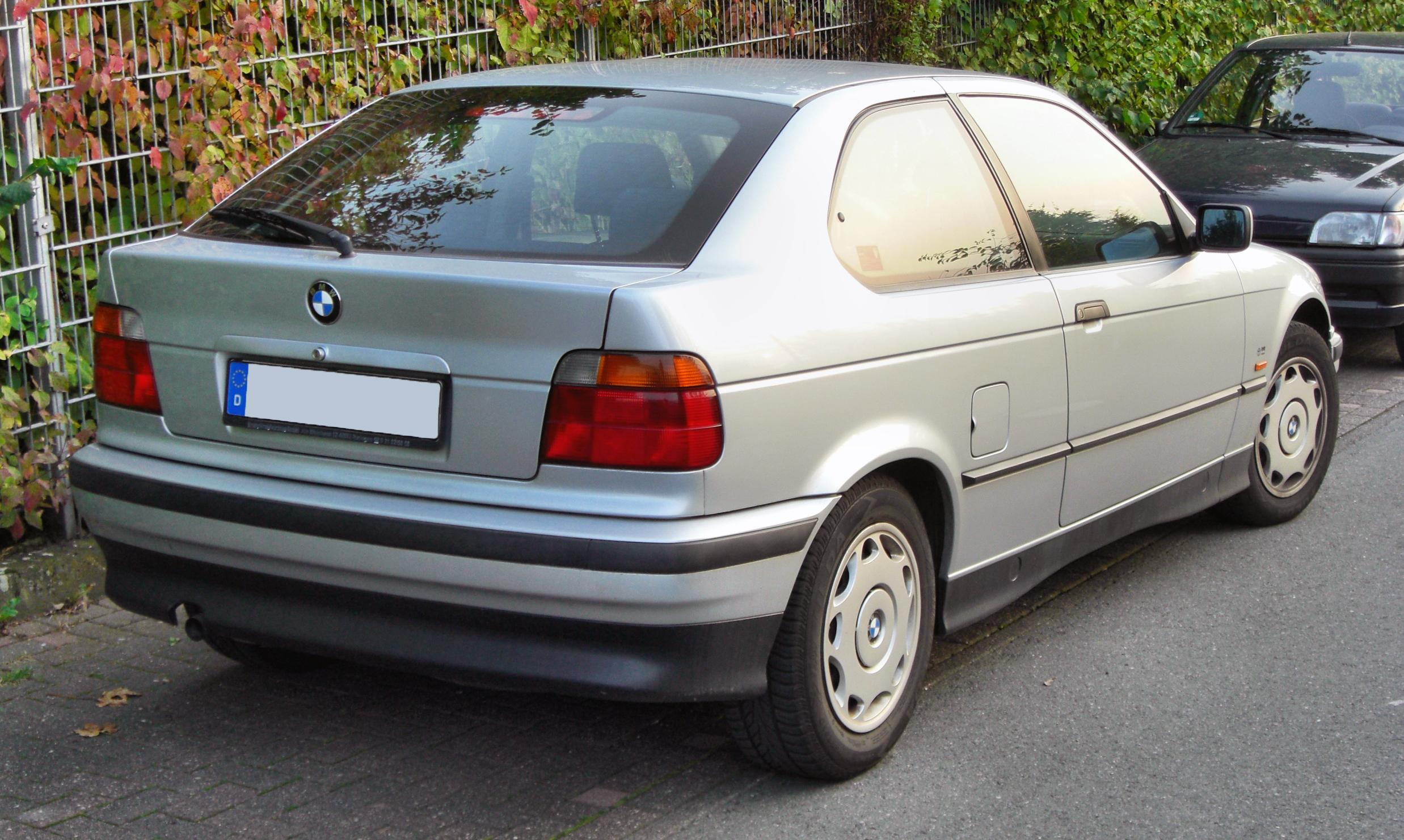
BMW 3er Compact (1994–2000)

### Modellpflege

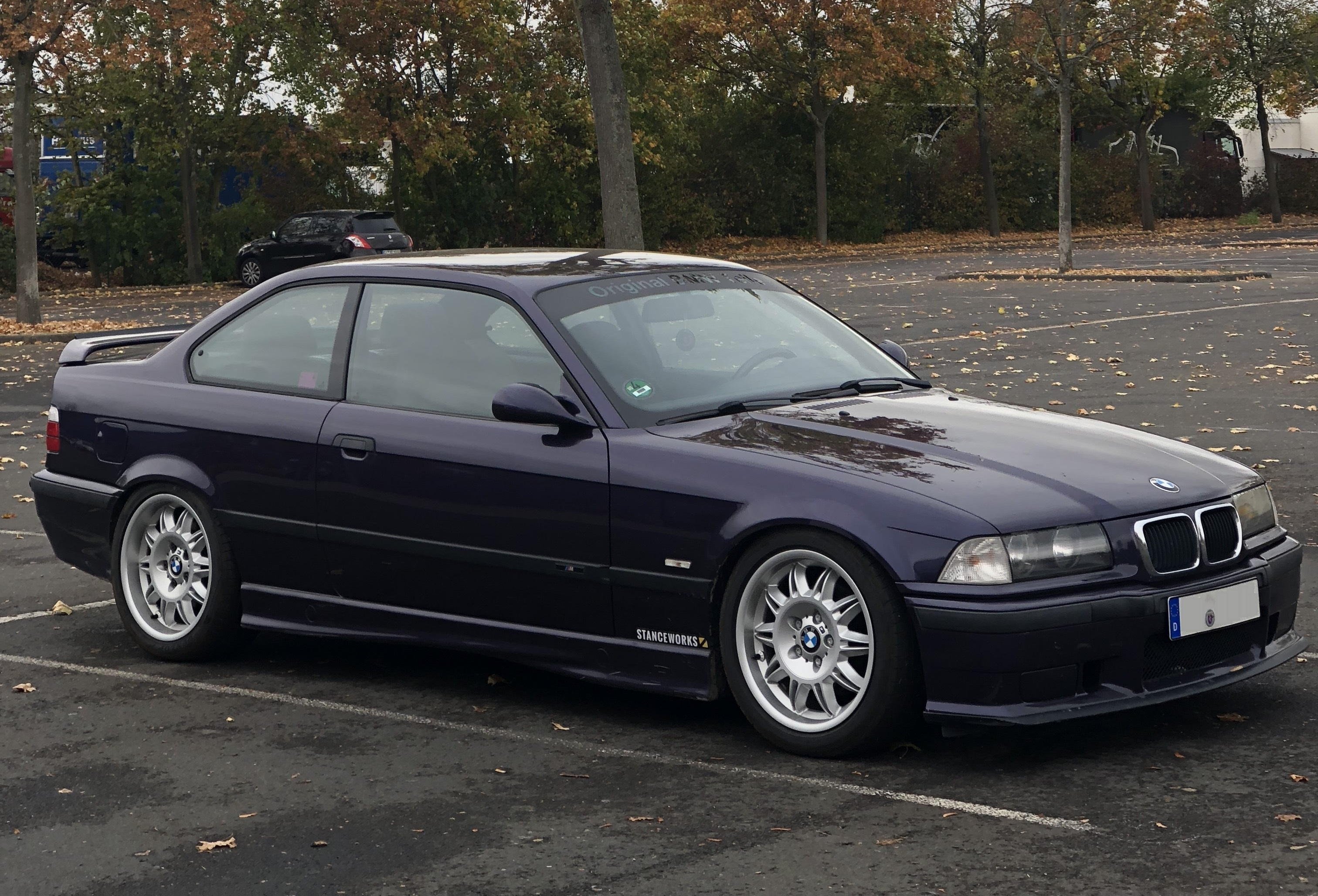
Modellpflege: BMW E36 Coupé mit M-Paket mit weißen Blinkern

Die Baureihe E36 war eine der wenigen 3er-Generationen, die ohne größere optische Modellpflegemaßnahmen auskam. Technisch wurden jedoch mit jedem Modelljahr (jeweils ab September nach den Werksferien, bezeichnet nach dem folgenden Kalenderjahr) zahlreiche Änderungen durchgeführt.
Im September 1993 erhielt der E36 eine erste leichte Modellpflege. Die Scheinwerfer und Außenspiegel wurden mit Noppen an der Oberseite versehen, zwecks Reduzierung von Luftverwirbelungen und daraus resultierenden Geräuschen, die Frontstoßstange wurde durch eine moderner wirkende Variante ersetzt. Zudem erhielt der E36 ab Modelljahr 1993 serienmäßige Seitenblinker im Kotflügel.
Augenscheinlichstes Merkmal der Modellpflegemaßnahmen beim E36 waren ab Frühjahr 1996 kleine Änderungen der Scheinwerfer (Lichttechnik) und der Blinker im Kotflügel, sowie der BMW-Niere und der Stoßfänger an Front und Heck.
Während die ersten Modelle noch H1-Linsenscheinwerfer sowie hellgraue Kunststoffstoßfänger mit großen Kühlluftöffnungen hatten, flossen mit der Modellpflege H7-Scheinwerfer in Freiformtechnik, aerodynamisch optimierte Außenspiegel und Scheinwerferabdeckungen (jeweils mit kleinen Noppen gegen Windgeräusche) sowie Seitenblinker in den Kotflügeln in die Serie ein.
Darüber hinaus verfügte das modifizierte Fahrzeug über eine leicht V-förmige und nach außen gewölbte BMW-Niere sowie über in dunklerem Grau gefärbte Seitenschweller und Kunststoffstoßfänger mit einem fein gerippten Kühllufteinlass und einer durchgehenden horizontalen Fuge. Der Grund dafür ist, dass gegen Aufpreis die Stoßfänger nun auch (bis zu dieser Fuge) in Wagenfarbe bestellbar waren.
Die serienmäßigen Radvollblenden aus Kunststoff behielten zwar ihre grundsätzliche Gestaltung bei, wurden mit der Modellpflege jedoch etwas weicher und dreidimensionaler gestaltet und mit einem stärker glänzenden Klarlack versehen. Im Innenraum wurde die Modellpflege durch neue Polsterfarben und -stoffe (Flachgewebe) deutlich. Zudem wurde der Fahrerairbag serienmäßig. Mit Bestellung des Beifahrerairbags erhielt das Cockpit eine etwas modernere Form, da die Ablageschale vor dem Beifahrersitz wegfiel und das Cockpit hier leicht angeschrägt wurde. Im weiteren Verlauf erhielten die Modelle des Weiteren ein optisch deutlich attraktiveres Airbag-Lenkrad mit farbigem BMW-Emblem (bislang nur in den Kunststoff geprägt).

### Karosserievarianten (1996 bis 1998)

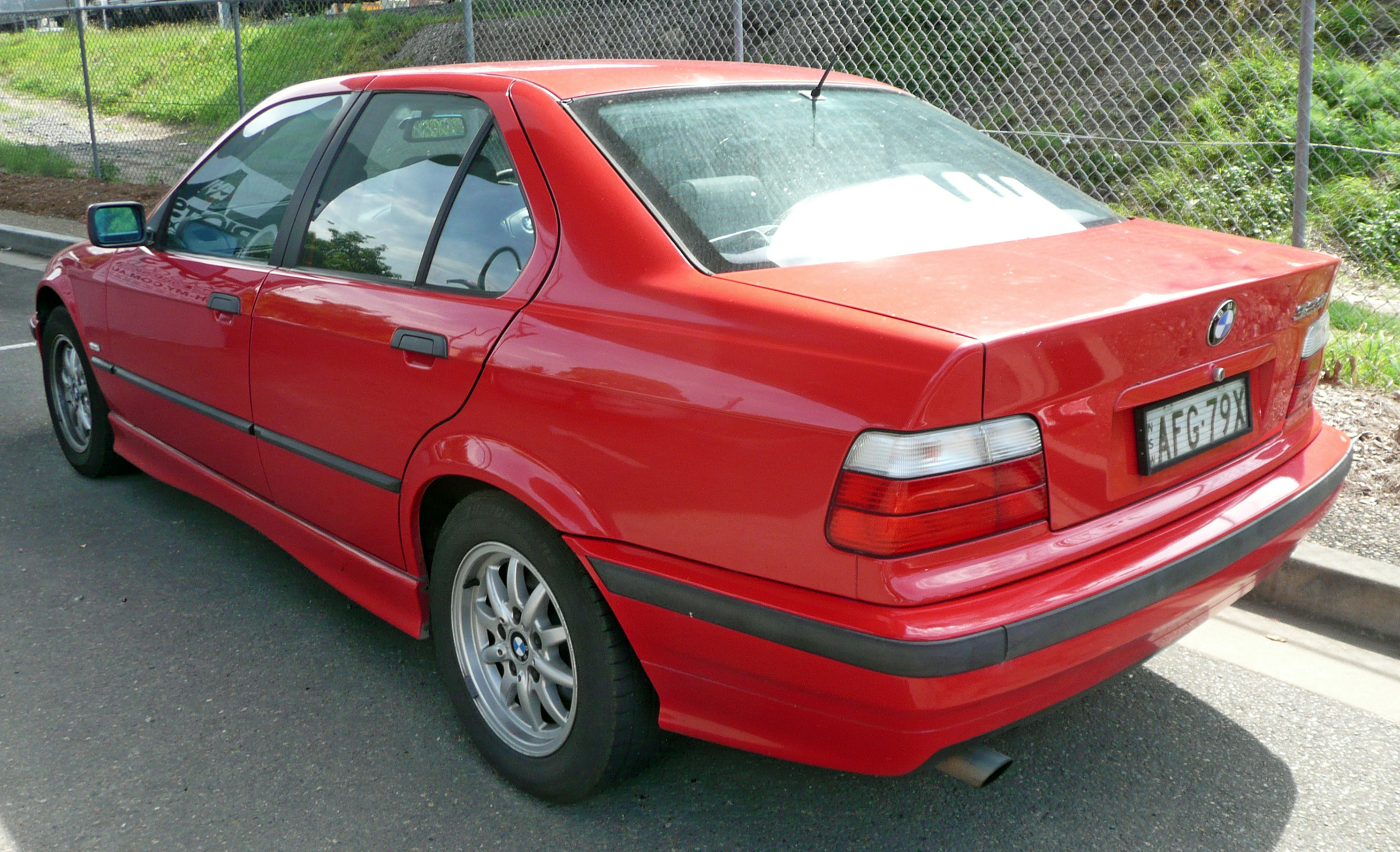
BMW 323i Limousine (1996–1998)
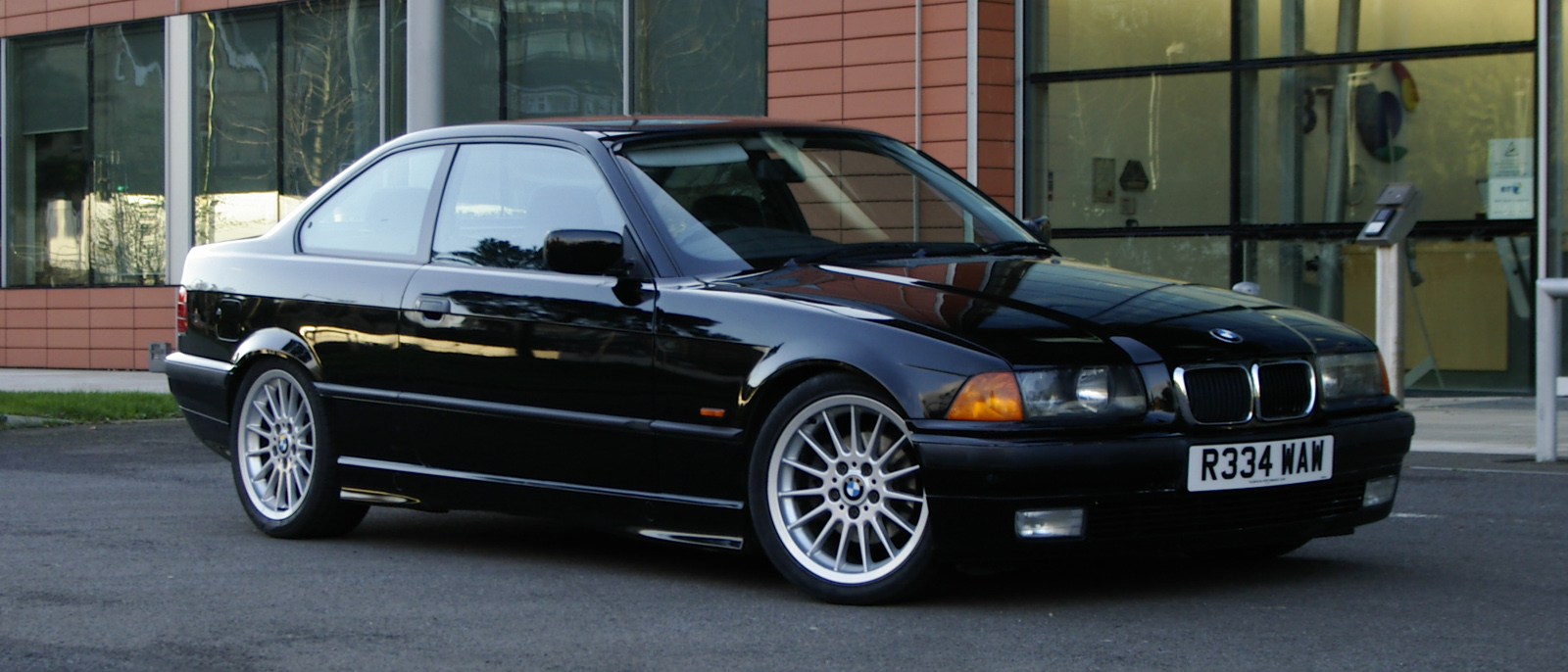
BMW 328i Coupé (1996–1998)
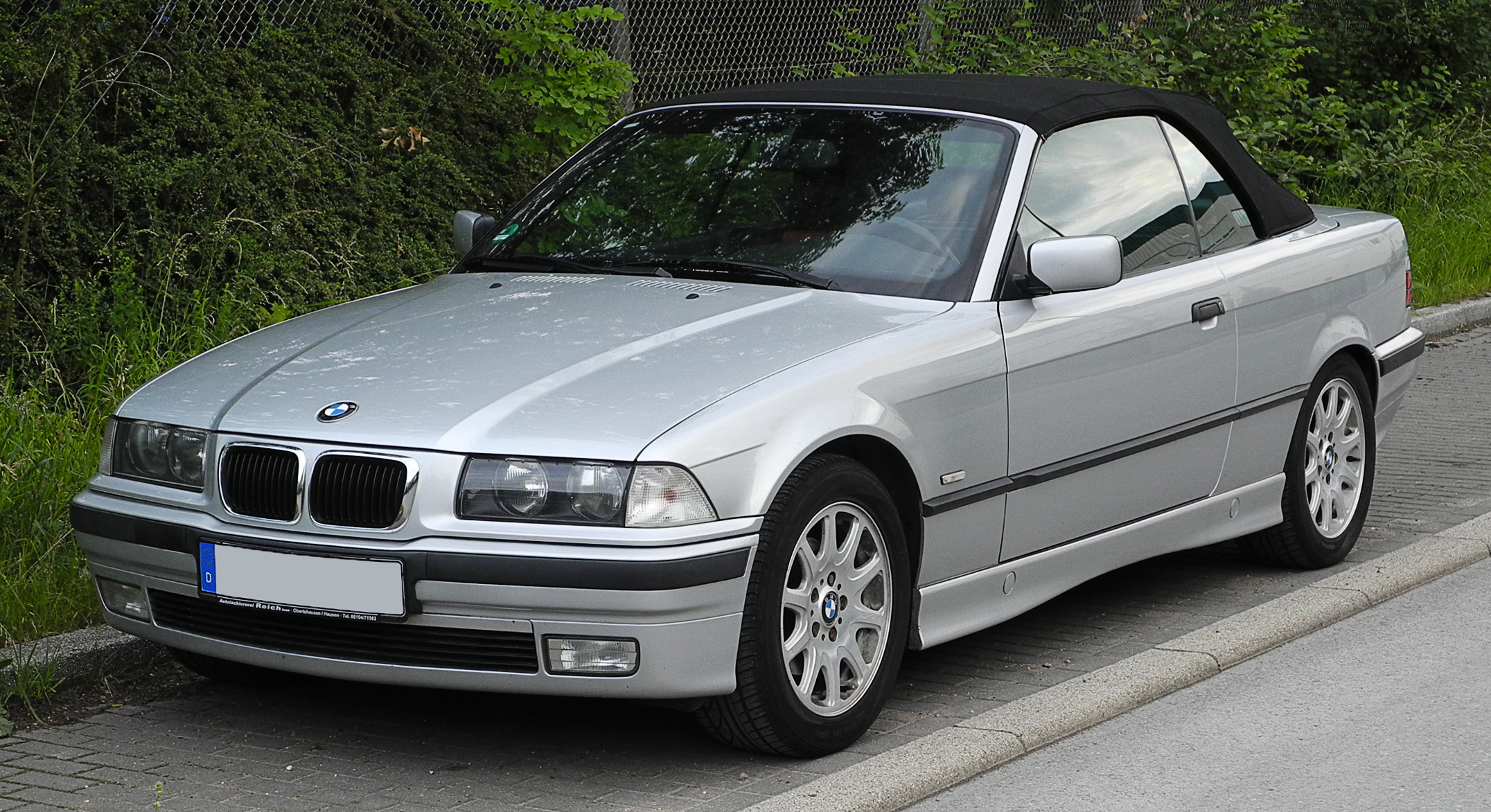
BMW 320i Cabriolet (1996–1999)
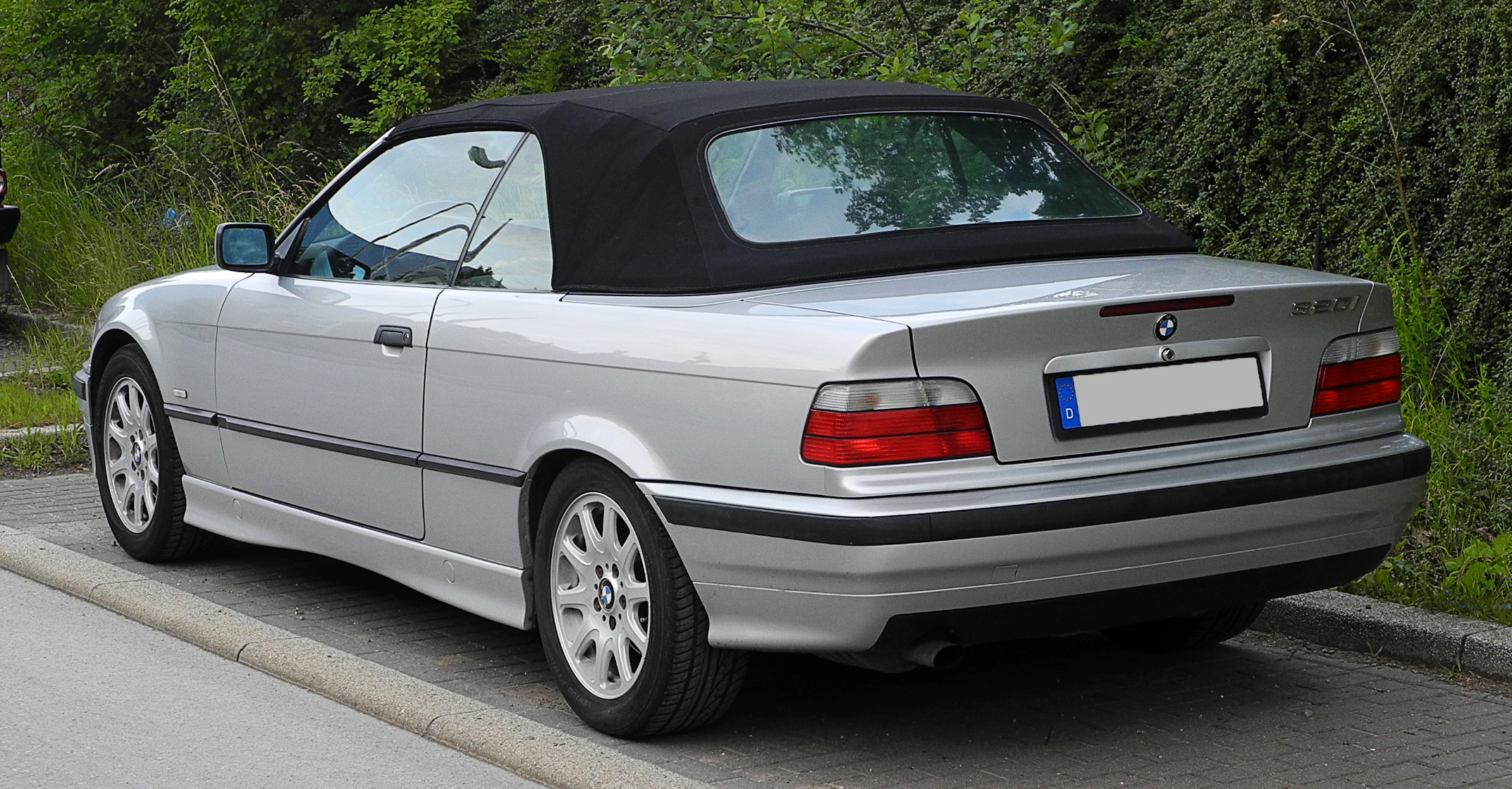
BMW 320i Cabrio
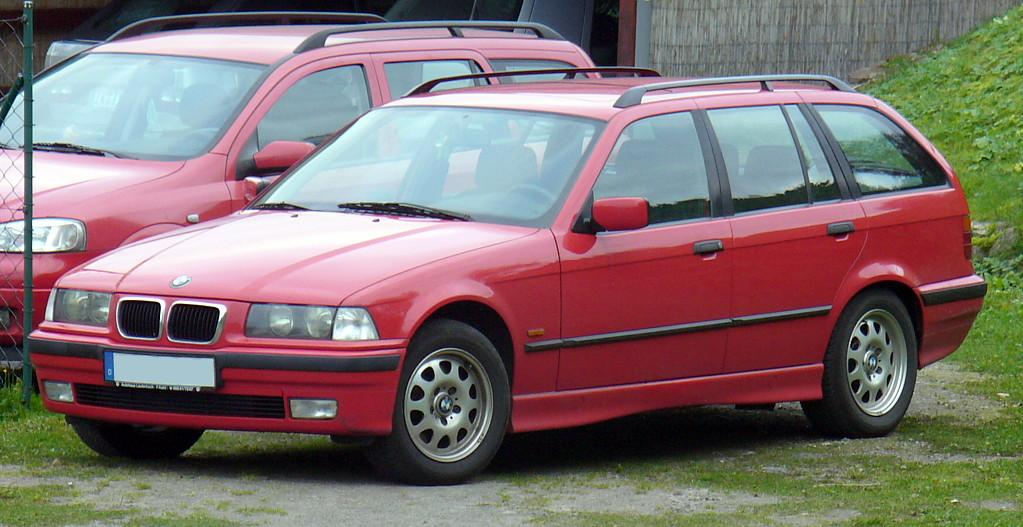
BMW 323i Touring (1996–1998)
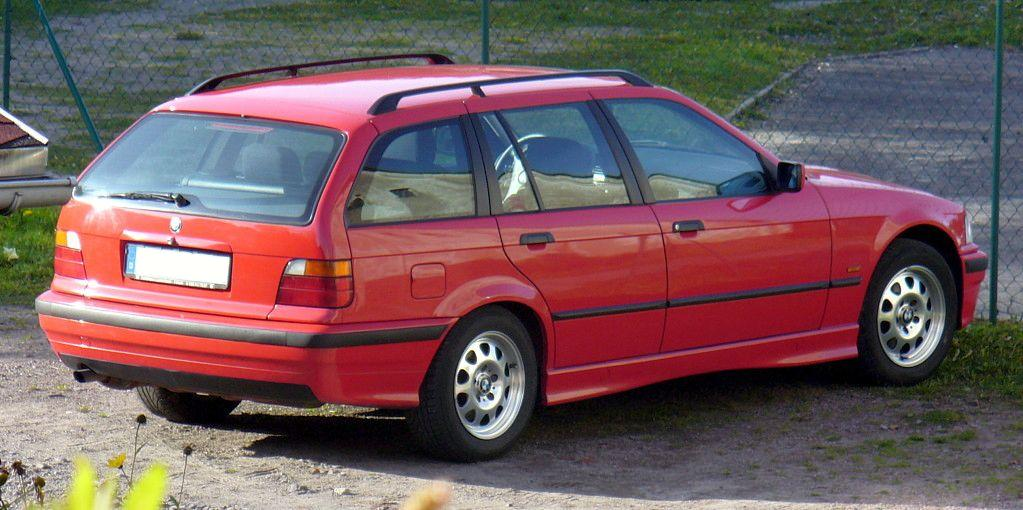
BMW 323i Touring  (1996–1998)
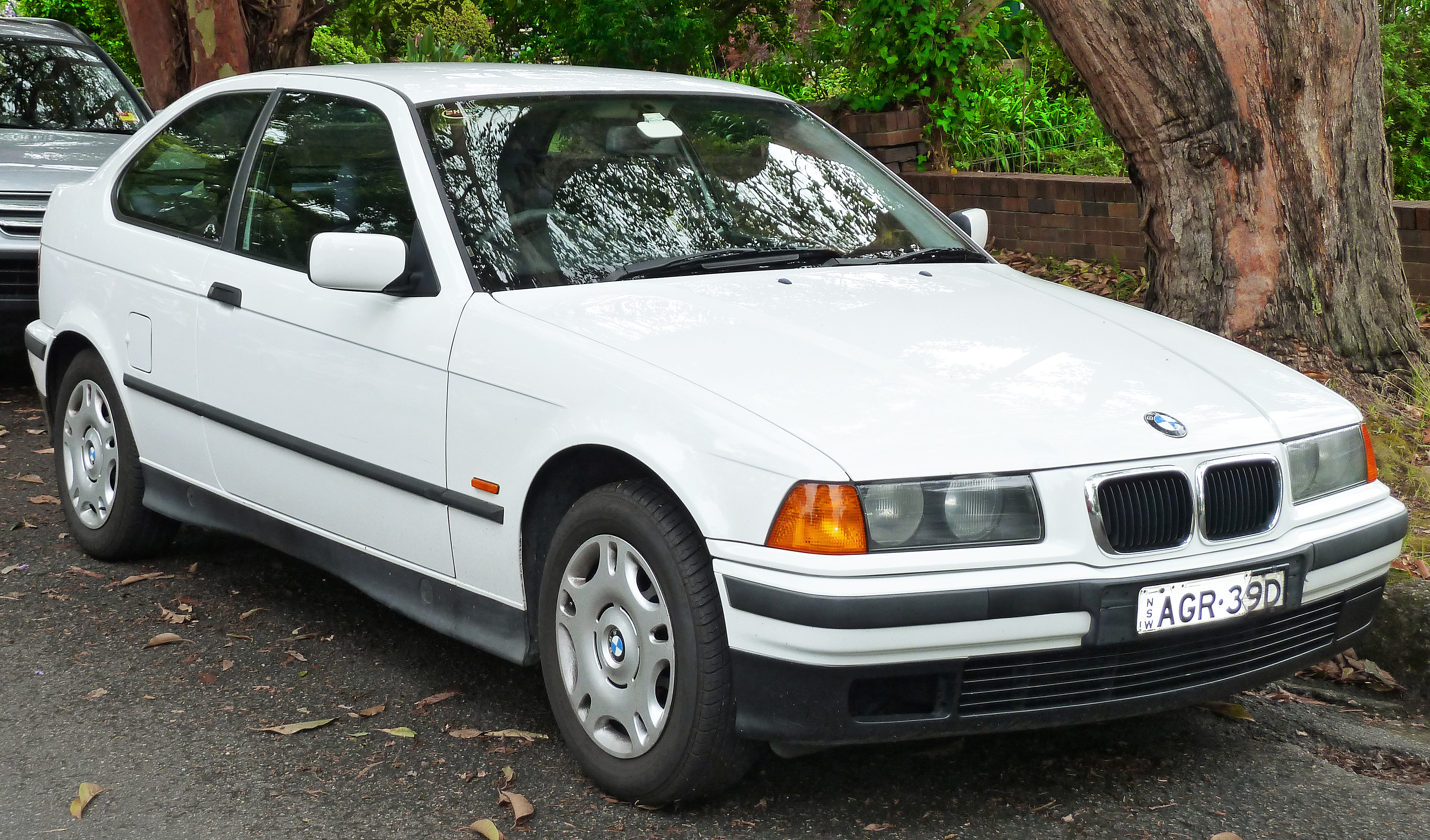
BMW 316i Compact (1996–1998)
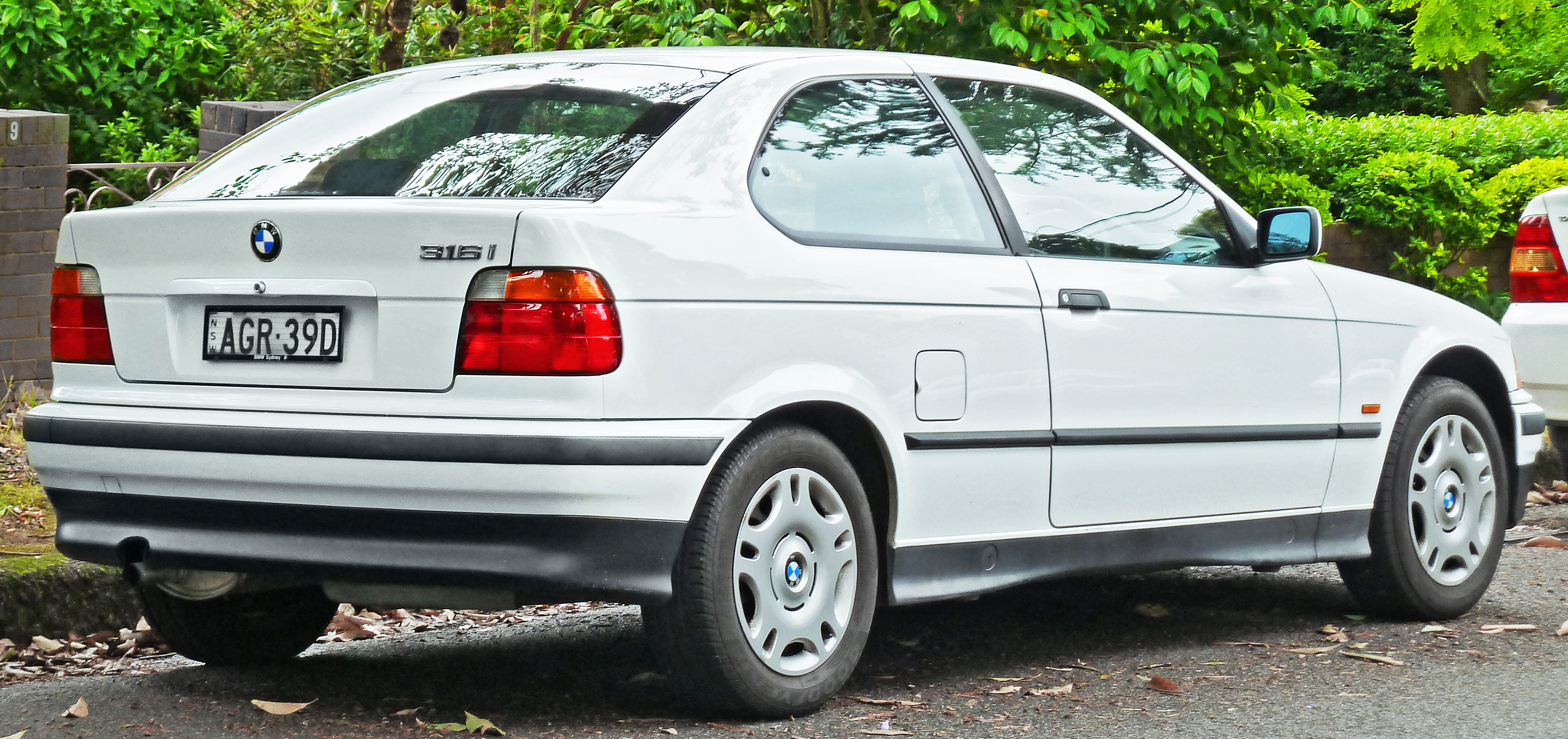
BMW 316i Compact (1996–1998)

## BMW M3
Die zweite Ausführung des M3 (Baureihe E36) wurde im Sommer 1992 von der BMW Motorsport GmbH vorgestellt. In der ersten Produktionsphase basierte sie auf dem zweitürigen Coupé, später wurde sie um Limousine und Cabrio ergänzt. Sie hat einen Reihensechszylinder-Ottomotor (S50B30) mit 2990 cm³ Hubraum und vier Ventilen pro Zylinder. Er leistet 210 kW (286 PS) und hat vollvariable VANOS (nur Einlassnockenwelle, stufenlos mit Hochdruck). Das maximale Drehmoment beträgt 320 Nm bei 3600 min−1.
Mit Überarbeitung des Motors (S50B32) leistete dieser mit 3,2 Litern Hubraum 236 kW bei (321 PS) 7400/min, erhielt ein 6-Gang-Getriebe und war das erste BMW-Fahrzeug mit Doppel-Vanos.
Die erheblich gestiegene Motorleistung des M3 E36 gegenüber dem Vorgänger verlangte unter anderem nach einer Überarbeitung des Fahrwerks und der Bremsanlage. Mit dem M3 3.2 wurde vorne eine Compound-Bremsanlage eingeführt.

### Sequentielles Getriebe BMW SMG
Das 1996 im BMW M3 E36 eingeführte sequenzielle SMG-Getriebe von BMW basiert auf einer Getriebetechnologie, die direkt aus der Formel 1 stammt. Das SMG (Sequential Manual Gearbox) ist ein elektrohydraulisches, automatisiertes Schaltgetriebe, das von BMW in Zusammenarbeit mit den deutschen Zulieferern Getrag und Sachs entwickelt wurde. Obwohl diese Art von Getriebe erstmals 1994 im Ferrari 355 zum Einsatz kam, ist BMW nach wie vor der erste Automobilhersteller, der es in einem Serienmodell integriert hat.

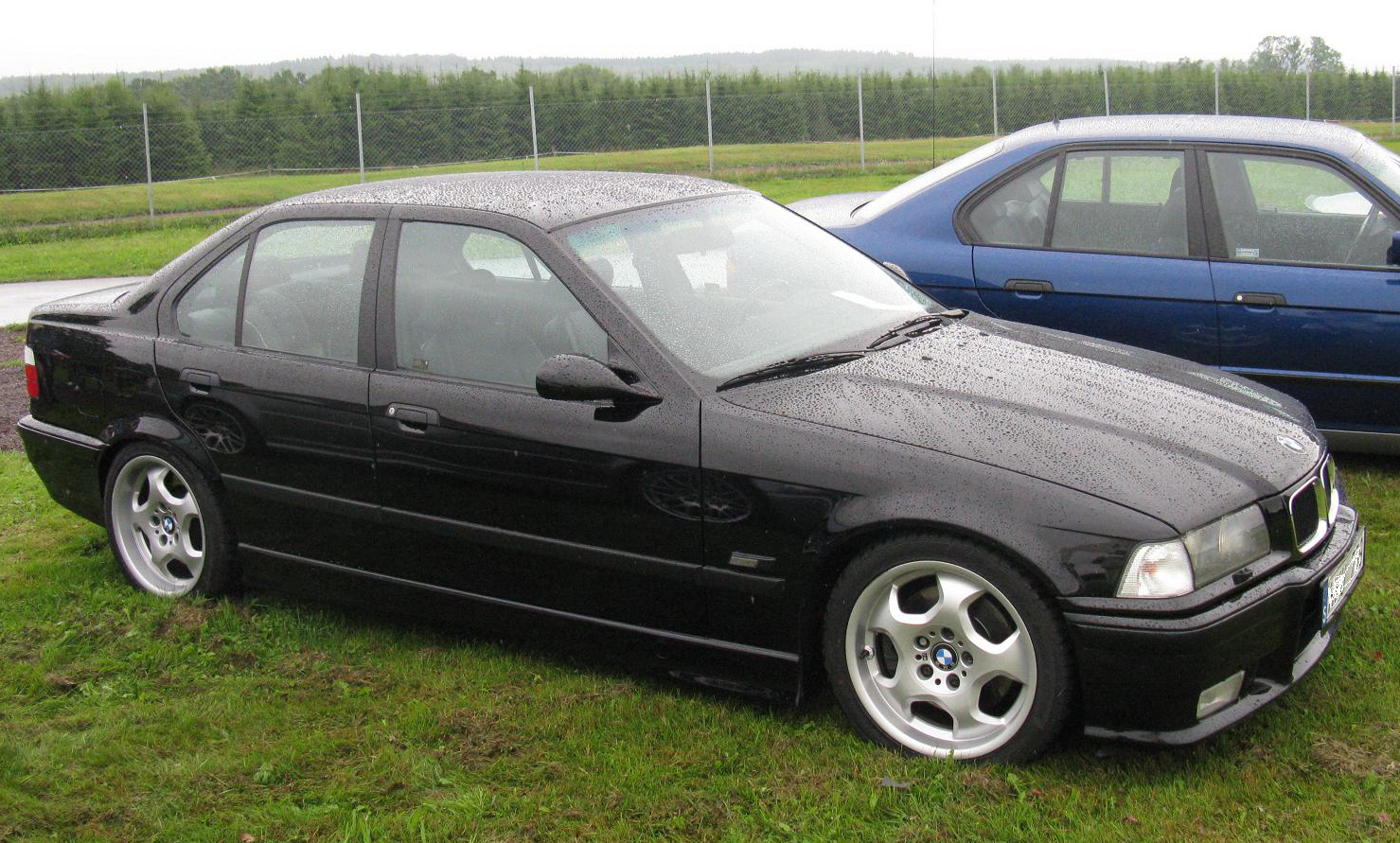
BMW M3 Limousine (1996–1998)
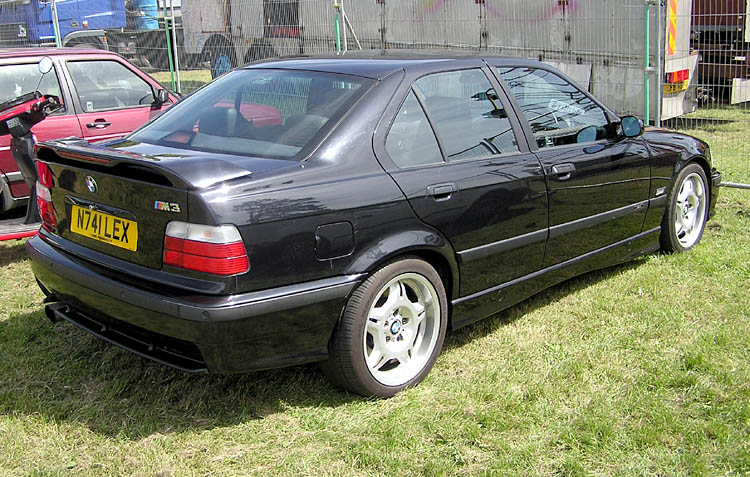
BMW M3 Limousine (1996–1998), Heckansicht
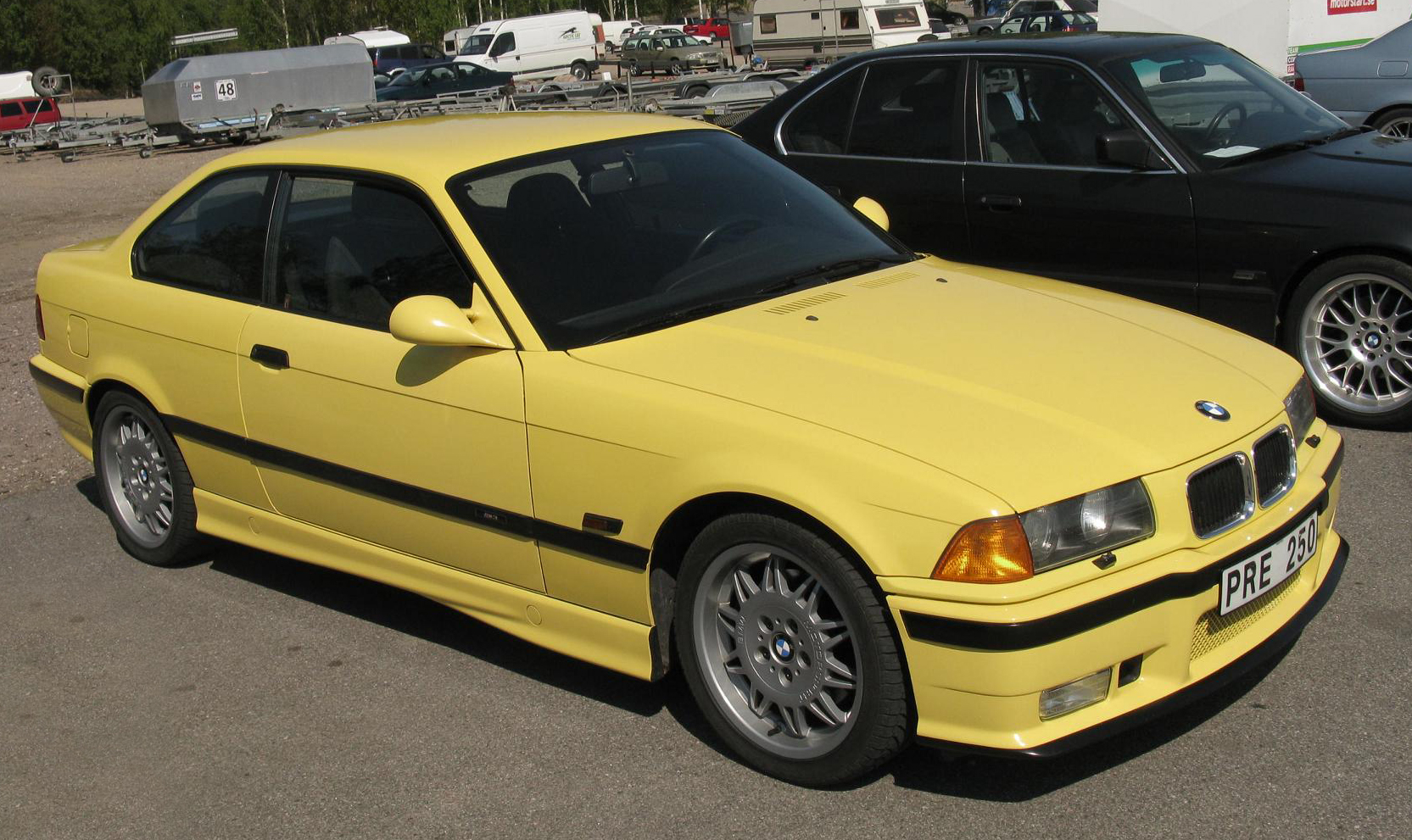
BMW M3 Coupé, Frontansicht
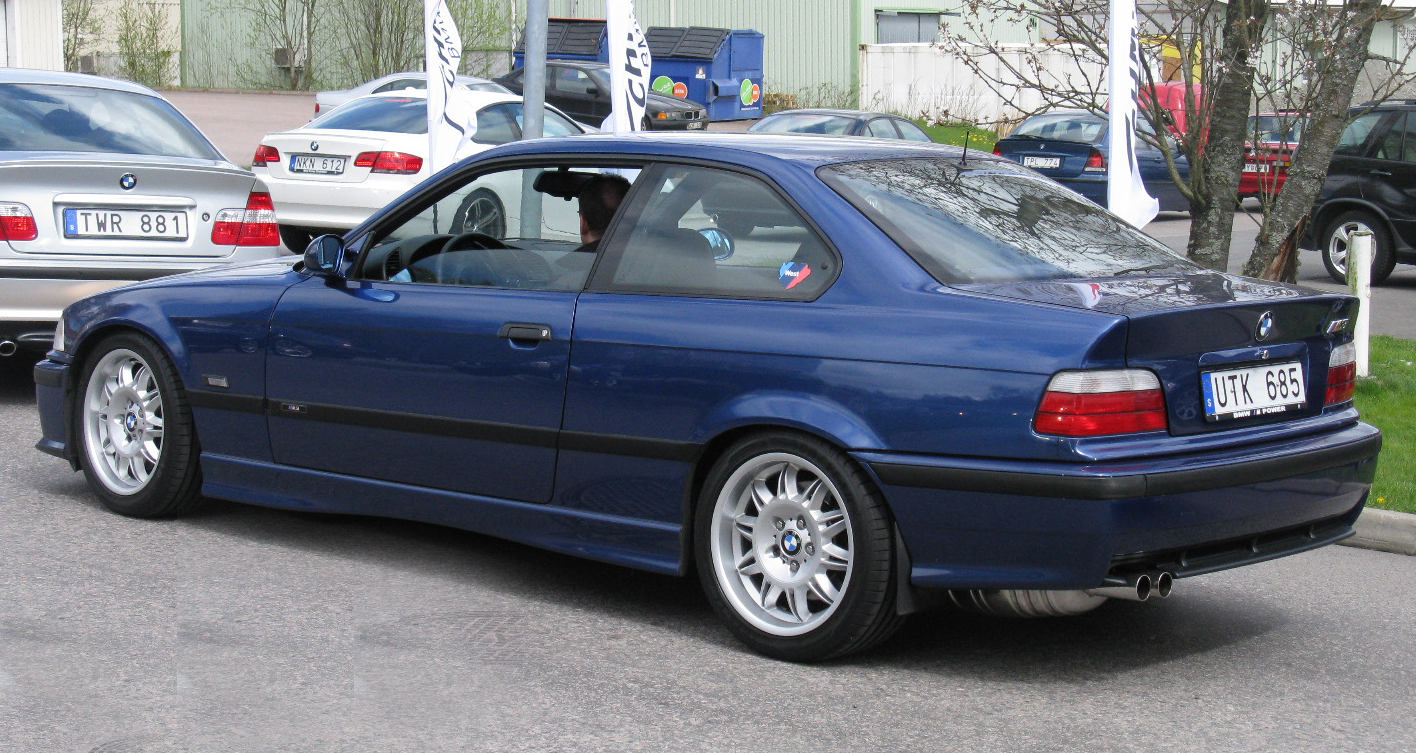
BMW M3 Coupe, Heckansicht

## Sondermodelle
Von 1994 bis 1995 wurde das Sondermodell 318iS Class II gebaut, das nur als Limousine lieferbar war. Eine Homologationsserie von 2500 Stück, davon 1000 in Deutschland, weltweit für die STW-Serie. Sie wurde zeitgleich mit dem M3 GT gebaut und übernahm einige optische Merkmale. Neben dem serienmäßigen M-Paket wurde auch an der Frontstoßstange eine „M-Lippe“ mit sogenannten GT-Ecken/GT-Flaps verbaut. Des Weiteren wurde der zweiteilige Heckspoiler des M3 GT übernommen. Die limitierte Auflage des M3 GT (356 Exemplare) wurde nur in der Farbe British Racing Green gefertigt und ausgeliefert. Den Innenraum des M3 GT zierten einige Echt-Carbon-Applikationen.
| Zeitraum  | Bezeichnung             | Motorisierung(en)              | Karosserieform(en) | Stückzahl                   | Kurzbeschreibung |
| --------- | ----------------------- | ------------------------------ | ------------------ | --------------------------- | --- |
| 1994      | M3                      | S50B30                         | Coupé              | 45                          | Bis 1996 wurde in Kanada die EU-Spec verkauft, dann regulärer Verkauf der US-Spec.                                                                                            |
| 1994      | 316is Edition           | M40c (88KW)                    | ASWerk             | Einzelbau                   | Nur für Deutschland. |
| 1994–1995 | 318is Class II          | M42B18                         | Limousine          | 2500 (1000 für Deutschland) | Homologationsmodell für STW-Serie. |
| 1994–1995 | Avus Edition            | 318is, 325i                    | Coupé              |                             | Auch bekannt unter der Bezeichnung S767A. |
| 1994–1995 | M3 GT                   | S50B30 mit Leistungssteigerung | Coupé              | 356                         | Homologationsmodell für FIA GT class II, IMSA GT und Langstreckenrennen. Eine privat betriebene englischsprachige Webseite listet Informationen zu allen gebauten Fahrzeugen. |
| 1995      | M3 LTW (Lightweight)    | S52B30                         | Coupé              | 126                         | Nur für US-Markt. |
| 1996      | M3 Compact              | S50B32                         | Compact            | 1                           | Einzelstück zum 50. Jubiläum der Zeitschrift "Auto Motor und Sport"; 150 kg leichter als das M3 Coupé.                                                                        |
| 1997      | M Clubsport             | 318is, 320i, 323i, 328i        | Coupé              | 500                         | Nur für Deutschland. |
| 1998      | M3 Evo Imola Individual | S50B32                         | Coupé              | 50                          | Nur für UK-Markt. Fälschlicherweise oft als GT2 bezeichnet. |
| 1998      | M3 GT Individual        | S50B32                         | Coupé              | 50                          | Nur für UK-Markt. M3 GT-Optik |
| 1999      | M3 Anniversary Edition  | S52B32                         | Coupé, Cabrio      | 50, 70                      | Nur für Australien. |

## Technische Daten und Motorvarianten
Serienmäßig wurde der E36 in folgenden Motorvarianten gebaut:

### Ottomotoren
| Modell   | Zylinder/ Ventile | Hubraum  | max. Leistung                  | max. Drehmoment           | Beschleunigung 0–100 km/h (s) (1) | Verbrauch (laut Hersteller) | Motorcode     | Bauzeitraum     | Variante                                       |
| -------- | ----------------- | -------- | ------------------------------ | ------------------------- | --------------------------------- | --------------------------- | ------------- | --------------- | ---------------------------------------------- |
| 316i     | 4/8               | 1596 cm³ | 73 kW (99 PS) bei 5500 min−1   | 141 Nm bei 4250 min−1     | 12,7 [13,2]                       | -                           | M40-B16       | 08.1990–08.1993 | Limousine                                      |
| 316i     | 4/8               | 1596 cm³ | 75 kW (102 PS) bei 5500 min−1  | 150 Nm bei 3900 min−1     | 12,7 [13,2]                       | 7,8 Liter Super             | M43-B16       | 08.1993–05.1999 | Limousine, Touring, Coupé, Compact             |
| 316g (2) | 4/8               | 1596 cm³ | 60 kW (82 PS) bei 5500 min−1   | 127 Nm bei 3900 min−1     | 15,6                              | -                           | M43-B16       | 03.1995–09.2000 | Compact                                        |
| 316i     | 4/8               | 1895 cm³ | 77 kW (105 PS) bei 5300 min−1  | 165 Nm bei 2500 min−1     | 12,7 [13,2]                       | 7,9 Liter Super             | M43TÜ (3)-B19 | 05.1999–09.2000 | Compact                                        |
| 318i     | 4/8               | 1796 cm³ | 83 kW (113 PS) bei 5500 min−1  | 165 Nm bei 4250 min−1     | 11,3                              | 7,9 Liter Super             | M40-B18       | 08.1990–08.1993 | Limousine                                      |
| 318i     | 4/8               | 1796 cm³ | 85 kW (115 PS) bei 5500 min−1  | 168 Nm bei 3900 min−1     | 11,3 [11,7] (12,5)                | 8,0 Liter Super             | M43-B18       | 08.1993–05.1999 | Limousine, Touring, Cabrio                     |
| 318is/ti | 4/16              | 1796 cm³ | 103 kW (140 PS) bei 6000 min−1 | 175 Nm bei 4500 min−1     | 10,2                              | 8,0 Liter Super             | M42-B18       | 10.1991–01.1996 | Limousine, Coupé, Compact                      |
| 318is/ti | 4/16              | 1895 cm³ | 103 kW (140 PS) bei 6000 min−1 | 180 Nm bei 4300 min−1     | 10,2                              | 8,0 Liter Super             | M44-B19       | 01.1996–05.1999 | Limousine, Coupé, Compact                      |
| 320i     | 6/24              | 1991 cm³ | 110 kW (150 PS) bei 6000 min−1 | 190 Nm bei 4700 min−1 (4) | 9,9 [10,2] (10,6)                 | 9,0 Liter Super             | M50-B20       | 08.1990–04.1995 | Limousine, Coupé, Cabrio                       |
| 320i     | 6/24              | 1991 cm³ | 110 kW (150 PS) bei 5900 min−1 | 190 Nm bei 4200 min−1     | 9,9 [10,2] (10,6)                 | 9,0 Liter Super             | M52-B20       | 09.1994–05.1999 | Limousine, Touring, Coupé, Cabrio              |
| 323i/ti  | 6/24              | 2494 cm³ | 125 kW (170 PS) bei 5500 min−1 | 245 Nm bei 3950 min−1     | 8 [8,3] 7,8 (5)                   | 9,0 Liter Super             | M52-B25       | 06.1995–09.2000 | Limousine, Touring, Coupé, Cabrio (6), Compact |
| 325i     | 6/24              | 2494 cm³ | 141 kW (192 PS) bei 6000 min−1 | 245 Nm bei 4700 min−1 (7) | 7,9 (8,6)                         | 9,1 Liter Super             | M50-B25       | 08.1990–01.1995 | Limousine, Coupé, Cabrio                       |
| 328i     | 6/24              | 2793 cm³ | 142 kW (193 PS) bei 5300 min−1 | 280 Nm bei 3950 min−1     | 7,3 [7,4] (7,7)                   | 9,1 Liter Super             | M52-B28       | 01.1995–05.1999 | Limousine, Touring, Coupé, Cabrio              |
| M3       | 6/24              | 2990 cm³ | 210 kW (286 PS) bei 7000 min−1 | 320 Nm bei 3600 min−1     | 6,0 (6,2)                         | 9,1 Liter SuperPlus         | S50-B30       | 10.1992–10.1995 | Limousine, Coupé, Cabrio                       |
| M3 GT    | 6/24              | 2990 cm³ | 217 kW (295 PS) bei 7000 min−1 | 323 Nm bei 3900 min−1     | 5,8                               | 9,1 Liter SuperPlus         | S50-B30       | 12.1994–06.1995 | Coupé                                          |
| M3       | 6/24              | 3201 cm³ | 236 kW (321 PS) bei 7400 min−1 | 350 Nm bei 3250 min−1     | 5,5 (5,6)                         | 11,0 Liter SuperPlus        | S50-B32       | 10.1995–04.1999 | Limousine, Coupé, Cabrio                       |

### Dieselmotoren
| Modell | Zylinder/ Ventile | Hubraum  | max. Leistung                  | max. Drehmoment       | Beschleunigung 0–100 km/h (s) (1) | Verbrauch laut Hersteller | Motorcode | Bauzeitraum     | Variante                    |
| ------ | ----------------- | -------- | ------------------------------ | --------------------- | --------------------------------- | ------------------------- | --------- | --------------- | --------------------------- |
| 318tds | 4/8               | 1665 cm³ | 66 kW (90 PS) bei 4400 min−1   | 190 Nm bei 2000 min−1 | 14,2 [14,5]                       | 6,5 Liter Diesel          | M41-D17   | 03.1995–09.2000 | Limousine, Touring, Compact |
| 325td  | 6/12              | 2498 cm³ | 85 kW (115 PS) bei 4800 min−1  | 222 Nm bei 1900 min−1 | 12                                | 7,4 Liter Diesel          | M51-D25   | 01.1991–02.1998 | Limousine                   |
| 325tds | 6/12              | 2498 cm³ | 105 kW (143 PS) bei 4800 min−1 | 260 Nm bei 2200 min−1 | 10,4 [10,5]                       | 8,6 Liter Diesel          | M51-D25   | 06.1993–05.1999 | Limousine, Touring          |

### Alpina-Motorvarianten
| Modell | Modell | Zylinder/ Ventile | Hubraum  | max. Leistung                  | max. Drehmoment       | Beschleunigung 0–100 km/h (s) (1) | Stückzahl | Bauzeitraum     |
| ------ | ------ | ----------------- | -------- | ------------------------------ | --------------------- | --------------------------------- | --------- | --------------- |
| B6 2.8 | B6 2.8 | 6/24              | 2752 cm³ | 177 kW (240 PS) bei 5900 min−1 | 293 Nm bei 4700 min−1 | 6,9 (8)                           | 136       | 03.1992–07.1993 |
| B3 3.0 | B3 3.0 | 6/24              | 2997 cm³ | 184 kW (250 PS) bei 5700 min−1 | 320 Nm bei 4400 min−1 | 6,1 [6,2] (6,8)                   | 749       | 04.1993–03.1996 |
| B3 3.2 | B3 3.2 | 6/24              | 3152 cm³ | 195 kW (265 PS) bei 5800 min−1 | 330 Nm bei 4400 min−1 | 5,9 [6,0] (6,6)                   | 342       | 04.1996–03.1999 |
| B8 4.6 | B8 4.6 | 8/32              | 4619 cm³ | 245 kW (333 PS) bei 5700 min−1 | 470 Nm bei 3900 min−1 | 5,6 [5,7] (5,8)                   | 221       | 01.1995–11.1998 |

## Produktionszeiträume
| Modellvariante | Bezeichnung | von          | bis            |
| -------------- | ----------- | ------------ | -------------- |
| Limousine      | E36/4       | August 1990  | April 1998     |
| Coupé          | E36/2       | Februar 1992 | April 1999     |
| Cabrio         | E36/2C      | April 1993   | April 1999     |
| Compact        | E36/5       | April 1994   | September 2000 |
| Touring        | E36/3       | Januar 1995  | Mai 1999       |
| M3 Coupé       | E36/2S      | Oktober 1992 | April 1999     |
| M3 Cabrio      | E36/2CS     | Januar 1994  | April 1999     |
| M3 Limousine   | E36/4S      | August 1994  | Februar 1998   |

## Baur-Topcabriolet

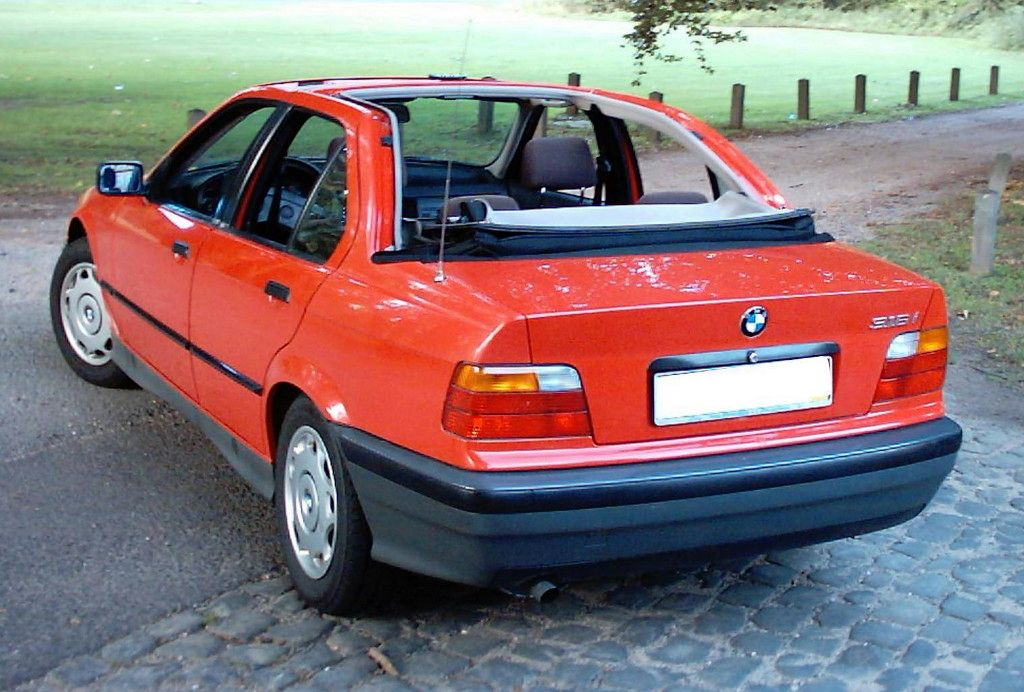
Baur-Topcabriolet TC4

Von Baur gab es eine in 310 Exemplaren gebaute viertürige Cabriolimousine (Baur-TC4). Als Grundlage diente die Limousine, der die Heckscheibe und der größte Teil des Daches, nicht aber die Fensterrahmen entfernt wurden. Ein Stoffverdeck spannte sich von hinten über die C-Säulen nach vorne. Auf Höhe der B-Säule war ein Querträger des Daches zur Versteifung erhalten geblieben, an dem das Verdeck in halb geöffnetem Zustand befestigt werden konnte. In dieser Stellung kam das Fahrzeug einer Limousine mit einem etwas vergrößerten geöffneten Schiebedach gleich. Der TC4 konnte mit jedem für die 3er-Limousine verfügbaren Otto- oder Dieselmotor geordert werden.

## Roadster Z3
Der Roadster Z3 (produziert von Oktober 1995 bis Dezember 2002) lief unter der Bezeichnung E36/7; seine Coupé-Variante hieß E36/8. Beide basieren auf der Plattform des E36 Compact und teilen sich auch im Innenraum diverse Teile.

## Der E36 im Motorsport
Wie auch das Vorgängermodell E30 wurde der E36 werksseitig im Tourenwagensport eingesetzt. Joachim Winkelhock startete von 1993 bis 1995 in der Britischen Tourenwagenmeisterschaft und wurde dort 1993 Meister. Im gleichen Jahr gewann Johnny Cecotto den ADAC GT Cup auf BMW M3. Auch im Super-Tourenwagen-Cup waren beide Fahrer für BMW erfolgreich am Start. Cecotto wurde 1994 und 1998 Meister, Winkelhock 1995. Vor 1995 wurde das STW-Fahrzeug von einem vom E30 M3 abgeleiteten S14/7-Motor mit vier Zylindern, 2,0 Liter Hubraum und etwa 202 kW (275 PS) angetrieben. Ab 1995 kam ein S42 zum Einsatz, der ebenfalls vier Zylinder und 2,0 Liter Hubraum hatte und etwa 221 kW (300 PS) leistete.
Das 24-Stunden-Rennen auf dem Nürburgring wurden von 1994 bis 1998 mit dem BMW E36 gewonnen, wobei 1998 mit dem 320d erstmals ein Fahrzeug mit Dieselmotor gewann. Im Breitensport war und ist der E36 populär, so wurden Fahrer auf E36 in den Jahren 1998, 2002, 2004 und 2006 Gesamtsieger der VLN Langstreckenmeisterschaft Nürburgring.